# 2013

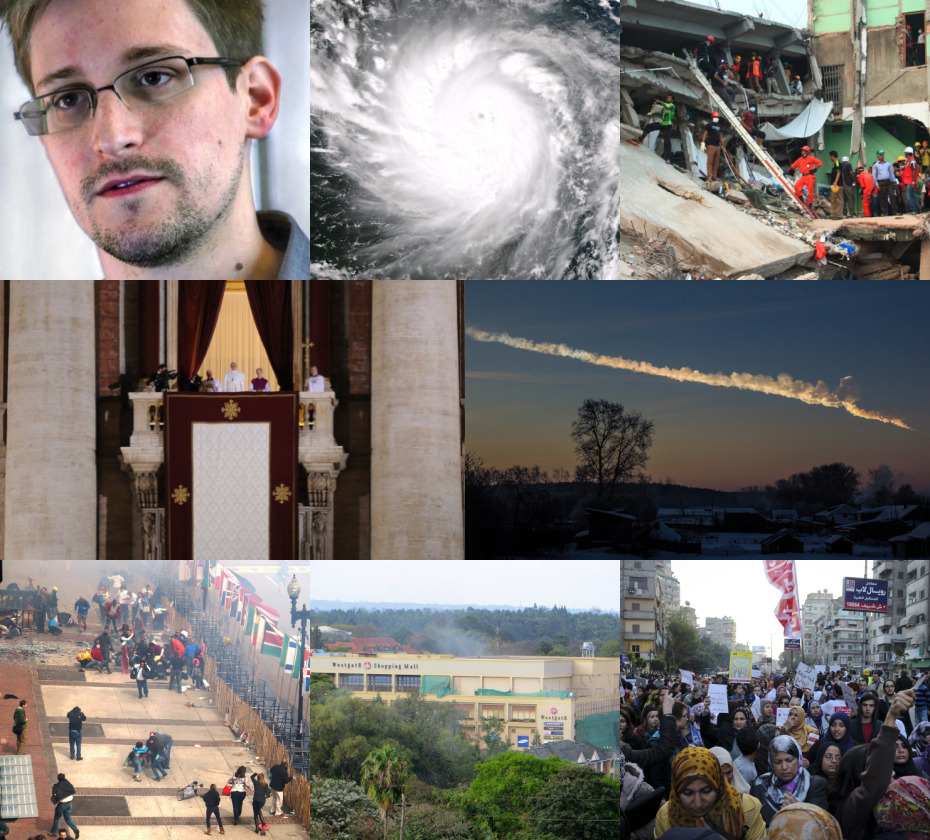
Desde la izquierda, en el sentido de las agujas del reloj: Edward Snowden se vuelve famoso internacionalmente por filtrar información clasificada de escuchas telefónicas de la NSA; el tifón Haiyan mata a más de 6.000 personas en Filipinas y el sudeste asiático; El derrumbe de la fábrica de ropa de Dhaka en Bangladesh mata a más de 1.000 personas; La ruta del meteorito de Chelyabinsk que cruzó el cielo matutino ruso; Las protestas ocurren en medio del golpe de Estado en Egipto que derrocó al presidente Mohamed Morsi; El humo se eleva como resultado del ataque al centro comercial Westgateen Nairobi, Kenia, llevada a cabo por militantes de Al-Shabaab; El atentado de la maratón de Boston marca el primer ataque terrorista en los Estados Unidos desde el 11 de septiembre; El Papa Francisco es elegido Papado en el cónclave papal de 2013.

2013 (MMXIII) fue un año común que comenzó en martes en el calendario gregoriano. Fue también el número 2013 del anno Domini o la designación de era cristiana, además del decimotercero del tercer milenio y el cuarto de la década de los Años 2010. Fue el primer año en tener todos sus dígitos diferentes desde 1987, en una secuencia que duró hasta 2019.
La Asamblea General de las Naciones Unidas declaró al 2013 como Año Internacional de la Cooperación en la Esfera del Agua y el año internacional de la Matemática del planeta Tierra (no es un año internacional reconocido por la ONU, cuenta con el apoyo de la UNESCO). Es el año internacional de la Quinua por la FAO y el año de la Serpiente según el horóscopo chino, fue el Año de la Fe, según la Iglesia católica y el año de Luigi comenzó en este año según Nintendo acabando en marzo de 2014.

## Acontecimientos

### Enero
- 1 de enero: 
  - Irlanda asume la presidencia semestral de la Unión Europea.
  - en Costa de Marfil, estampida causa al menos 60 muertos al recibir el año nuevo.
  - cerca de la frontera de Colombia con Panamá mueren 13 guerrilleros de las FARC en un bombardeo del ejército colombiano.[1]
- 2 de enero: 
  - Damasco (Siria) ―en el marco de la guerra civil siria―, el ejército bombardea un suburbio de la capital, dejando más de 50 muertos.[2]
  - Alejandro García Padilla juramenta como el décimo Gobernador del Estado Libre Asociado de Puerto Rico.[3]
- 5 de enero: 
  - Un terremoto de 7,5 sacude la isla del Príncipe de Gales generando un tsunami.
  - 5 al 20 de enero: edición 34.ª del Rally Dakar que atraviesa Argentina, Chile y Perú.
- 7 de enero: en Zúrich (Suiza), Lionel Messi gana su cuarto Balón de Oro por sobre Cristiano Ronaldo y Andrés Iniesta. Superando así a Johan Cruyff, Marco van Basten y Michel Platini en el número de trofeos.
- 8 de enero: en Siria, en plena guerra, misiles del ejército impactan en Alepo, una de las ciudades más disputadas del conflicto.[4]
- 9 de enero: la fragata Libertad de Argentina regresa a la Base Naval de Mar del Plata tras haber estado 78 días retenida en el puerto Tema de Ghana por el reclamo judicial de los fondos buitre.
- 10 de enero: el presidente de Venezuela, Hugo Chávez, permanece en Cuba sin poder asumir para su nuevo mandato presidencial. Por veredicto del Tribunal Supremo de Justicia, la investidura se postergó indefinidamente hasta que el mandatario pueda regresar en condiciones óptimas al país.

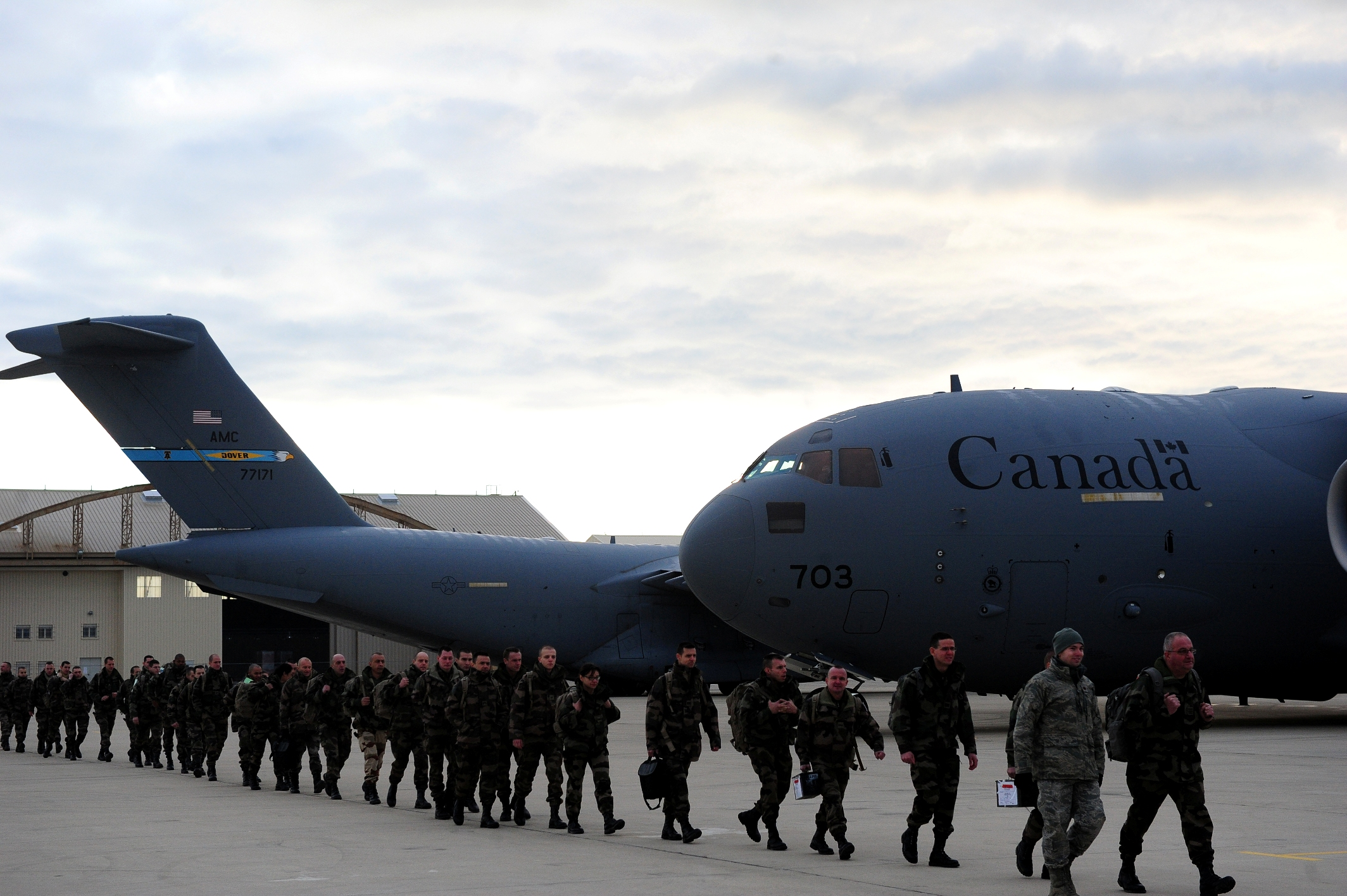
Tropas francesas durante Intervención militar en Malí.

- 11 de enero: Francia inicia la intervención militar en Malí para frenar el avance de rebeldes islámicos ligados a Al Qaeda.
- 15 de enero: 
  - Australia anuncia que retirará sus tropas de Afganistán a finales de 2013 y no en el primer trimestre de 2014, como estaba previsto, esto se debe a que la seguridad del país ocupado se ha transferido a su ejército y Policía Nacional.[5]
  - 15 de enero: durante la guerra civil siria, dos ataques con explosivos destruyen la Universidad de Alepo, dejando a 80 personas muertas.[6]
- 17 de enero: 
  - la secretaria de Estado de Estados Unidos, Hillary Clinton, exhorta al Gobierno comunista de Laos, para que abra una investigación con el fin de conocer el paradero de un activista social en ese país, Somphone Sombath, quien desapareció en la capital, Vientián, en diciembre de 2012.[7]
  - en el norte de Bolívar (Colombia), el ELN se atribuye al secuestro de cinco ingenieros, entre ellos dos peruanos y un canadiense.
- 21 de enero: la Luna eclipsa al planeta Júpiter, fenómeno solo visible en Sudamérica.
- 22 de enero: en los alrededores de la Base militar de Incirlik, en Turquía, al menos 25 personas son detenidas cuando participaban en una manifestación contra el despliegue de misiles de la OTAN en la frontera con Siria, los protestantes temen que el país se convierta en el centro de una actividad militar contra su vecina nación del sur. Por su parte la organización bélica asegura que esta misión tiene como fin proteger a Turquía de la guerra civil en Siria.[8]
- 23 de enero: en la capital de Venezuela, Caracas, la oposición realiza una multitudinaria congregación en rechazo a la decisión que tomó el Tribunal Supremo de Justicia de postergar indefinidamente la toma de posesión presidencial de Hugo Chávez, por su enfermedad. Estuvo presente el dirigente opositor, Henrique Capriles, quien exhortó a la unidad de la oposición y a derrotar “la violencia” del Gobierno. El oficialismo también estuvo aglomerado para expresar su solidaridad con el jefe de Estado, quien se encontraba en la capital cubana desde el 11 de diciembre del año anterior.[9]
- 25 de enero: en Barquisimeto (Venezuela), un motín en la prisión de Uribana deja 63 muertos y más de 120 heridos.[10]
- 26 de enero: 
  - en Egipto, el Gobierno sentencia la pena de muerte a 21 personas por la Tragedia de Port Said ocurrida un año atrás (protestas contra el tribunal en la ciudad egipcia de Port Said, en las que murieron 31 manifestantes y 2 agentes de policía).[11]
  - 26 al 28 de enero: I Cumbre de la Comunidad de Estados Latinoamericanos y Caribeños y la Unión Europea en Santiago de Chile.
  - 26 de enero: en Tucumán (Argentina), la pianista Myrtha Raia (de 84 años) recibe una golpiza por testificar contra la dictadura cívico-militar. Fallecerá tres días después.

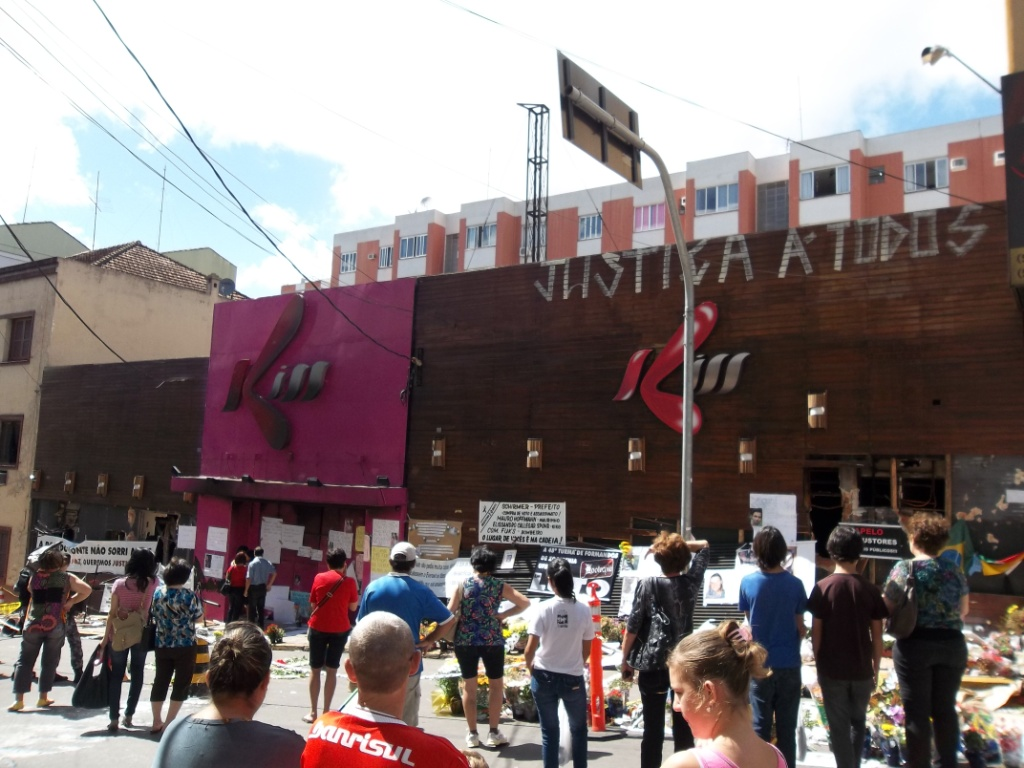
Tragedia de la discoteca Kiss deja 239 muertos en Brasil.

- 27 de enero: en el centro de la ciudad brasileña de Santa María (en el estado de Río Grande del Sur), un violento incendio deja 239 muertos y 124 heridos. (Tragedia de la discoteca Kiss).[12]

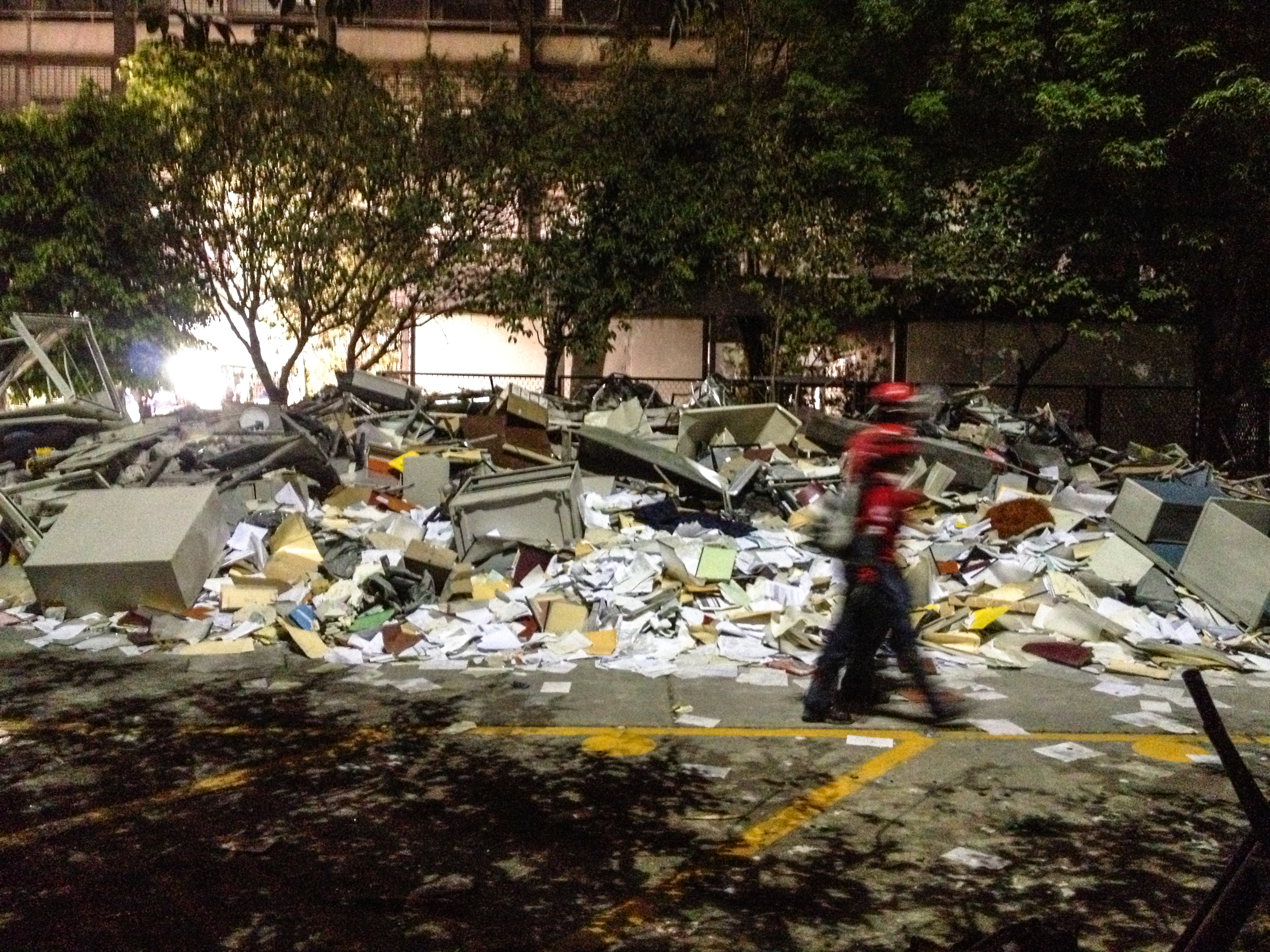
Torre ejecutiva PEMEX tras la explosión.

- 30 de enero: Un terremoto de 6,8 sacude la ciudad chilena de Vallenar dejando 1 fallecido.
- 31 de enero:
  - cerca de la ciudad de Pretoria (en Sudáfrica) un tren impacta a otro estacionado, dejando al menos 200 personas heridas.[13]
  - una explosión de la Torre Ejecutiva Pemex (capital de México), deja 37 muertos,[14] 126 lesionados y varias personas atrapadas dentro del edificio siniestrado,[15] que quedó con importantes daños en el interior.
  - el volcán Lokon de la isla Célebes, en Indonesia, expulsa una nube de polvo de unos 800 m de altura y registra dos explosiones durante las primeras horas del día, poniendo en alerta a los habitantes de la isla. En consecuencia, las autoridades fija un radio de seguridad de 2,5 km y la Agencia Nacional de Vulcanología de Indonesia alerta a la población a través de un diario local sobre la probabilidad de más erupciones y pide que se mantengan alejados del accidente geográfico.[16]

### Febrero
- 1 de febrero: un atentado suicida contra la embajada de los Estados Unidos en Ankara (Turquía) deja tres víctimas mortales.[17]
- 2 de febrero: en Paraguay, el candidato presidencial, Lino Oviedo, fallece en un accidente aéreo, cuando retornaba de la ciudad de Concepción a la capital, Asunción.[18]
- 3 de febrero: elecciones parlamentarias de Cuba de 2013.
- 6 de febrero: Un terremoto de 8,0 sacude las Islas Salomón produciendo un tsunami que acaba con la vida de 16 personas.[19]
- 8 de febrero: 
  - en Irak, los ataques contra chiíes dejan al menos 31 muertos.[20]
  - en la ciudad de Arequipa (en Perú) mueren seis personas por las inundaciones que afectan a los distritos de Miraflores, Alto Selva Alegre y Cerro Colorado.[21]
  - en el Gran Buenos Aires (Argentina) mueren cuatro personas al caer una avioneta en la Universidad Nacional de Lomas de Zamora.[22]
- 9 de febrero: 
  - un autobús que trasladaba a seguidores del equipo de fútbol O'Higgins de Rancagua se desbarranca en Tomé (Región del Biobío), en el sur de Chile, dejando 16 fallecidos y 20 heridos graves.
  - en Colombia un terremoto con una magnitud de 7.0, en la escala sismológica de Richter dejó daños materiales y 37 heridos.
- 10 de febrero: inicia el Año nuevo chino,[23] (año 4711, año de la Serpiente).
- 11 de febrero: 
  - una avalancha humana deja 36 muertos en una estación de ferrocarril durante la festividad religiosa del Kumbhamela en la India.[24]
  - el papa Benedicto XVI anuncia su sorpresiva renuncia.[25]
  - una explosión en una mina de carbón al norte de Rusia deja dieciocho muertos.
  - un accidente aéreo en Liberia deja diez muertos.[26]
  - En Buckinghamshire, Reino Unido, fallece a los 70 años el bajista de la banda The Dave Clark Five, Rick Huxley.
- 12 de febrero: Corea del Norte realiza su prueba nuclear más grande, generando un terremoto de 5,1 en la escala de Richter.

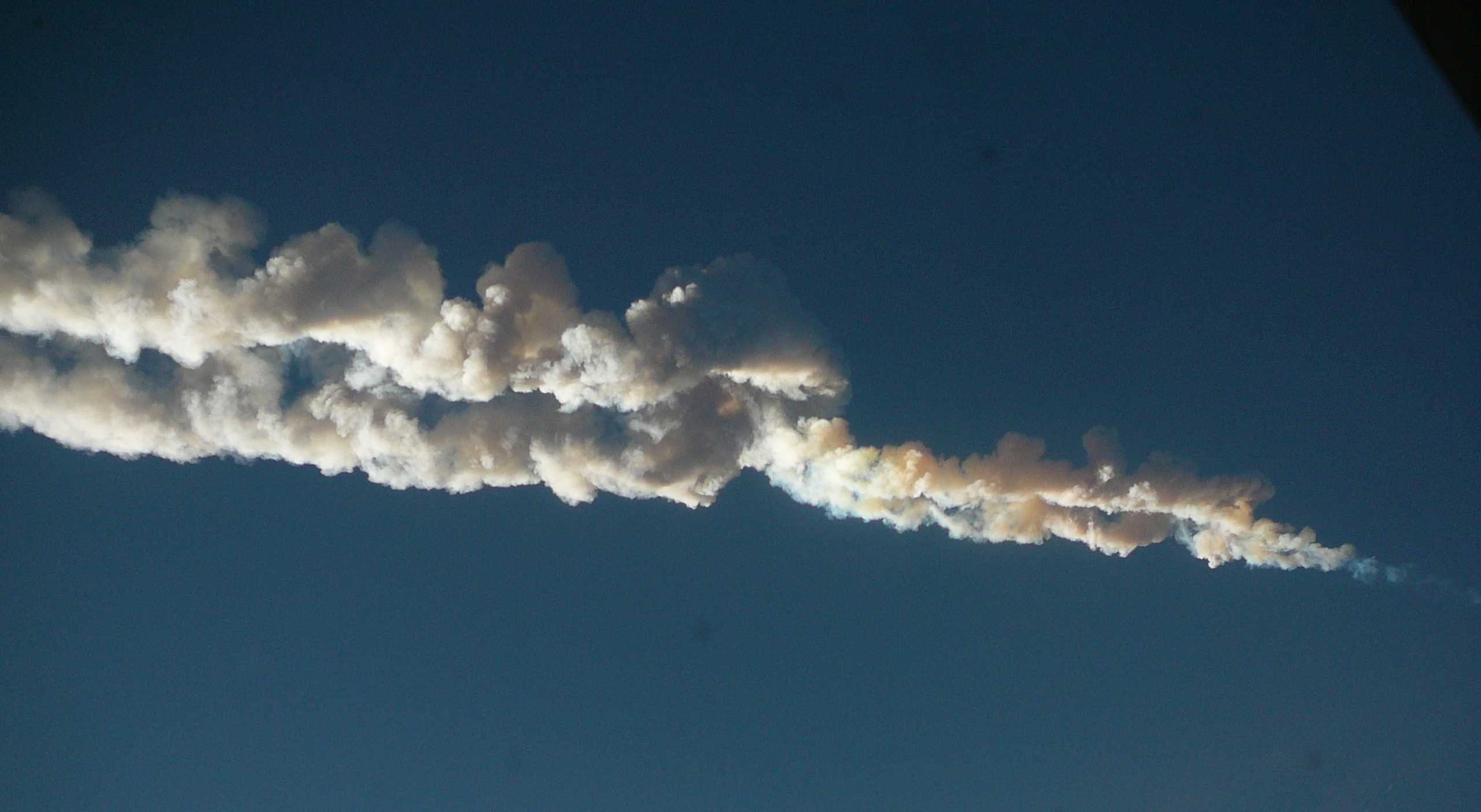
Evento meteorítico en Rusia deja cientos de heridos.

- 15 de febrero: sobre la ciudad de Cheliábinsk (Rusia) a las 9:20 hora local (3:20 GMT) explota un meteorito. El fenómeno produce una onda expansiva que hace estallar ventanas y sacude edificios, y causa aproximadamente 1500 heridos (aunque ninguno de gravedad). Horas después, el asteroide (367943) Duende pasa a 27 860 km de la Tierra, siendo así, el objeto espacial de mayor tamaño que se haya acercado tan cerca de nuestro planeta.[27]
- 16 de febrero: más de 75 muertos y 200 heridos en un atentado en el oeste de Pakistán.
- 17 de febrero: en Ecuador, se celebraron elecciones presidenciales.
- 20 de febrero: 
  - en un valle aledaño a Quito, capital de Ecuador, se inaugura oficialmente el Aeropuerto Internacional Mariscal Sucre,[28] que sustituye al Antiguo Aeropuerto Internacional Mariscal Sucre.[29] El traslado del aeródromo se dio por los ruidos que aquejaban a la población y por la corta pista de aterrizaje que había ocasionado 11 accidentes desde que inició sus operaciones.
  - el primer ministro Boiko Borisov de Bulgaria anuncia la dimisión de su gobierno, tras diez días de intensas protestas populares contra los altos precios de la electricidad.[30]
- 22 de febrero: 
  - Elecciones legislativas de Yibuti de 2013.[31]
  - Hugo Chávez regresa a Venezuela, tras permanecer 2 meses internado en Cuba, debido a su tratamiento contra el cáncer. Su regreso fue celebrado por miles de sus simpatizantes.
- 24 de febrero: 
  - 85.ª ceremonia de los Premios Óscar en el Teatro Dolby de Los Ángeles (Estados Unidos).
  - el presidente cubano Raúl Castro es ratificado para continuar en el poder hasta el año 2018.
  - Victoria de Nikos Anastasiadis en las elecciones presidenciales de Chipre de 2013.
  - LIV Festival Internacional de la Canción de Viña del Mar en Chile[32]
  - en Rumania, el presidente del denominado Instituto de Investigación de los Crímenes del Comunismo y de la Memoria del Exilio Rumano, Andrei Muraru, anunció que se presentará al Parlamento Nacional un proyecto de ley para prohibir las organizaciones y símbolos comunistas. Esta declaración fue muy cuestionada por, según los críticos, una ley como esa violaría la libertad de expresión y que se intenta impedir un régimen como el del desaparecido expresidente, Nicolae Ceaușescu, el cual también transgredió los derechos humanos.[33]
  - 24 y 25 de febrero: elecciones generales de Italia de 2013.
- 25 de febrero: en Colombia se realiza el paro cafetero, para exigir al gobierno mejoras económicas y del subsidio del grano de café.
- 26 de febrero: en Luxor (Egipto) se incendia un globo aerostático, dejando 19 turistas muertos y 3 heridos.
- 27 de febrero: en la localidad de Menznau ―cerca de Lucerna (Suiza)― un tiroteo en la empresa maderera Kronospan deja tres muertos y siete heridos.El 28 de febrero, Benedicto XVI (Aquí en enero) se convierte en papa emérito tras renunciar a su pontificado de ocho años.

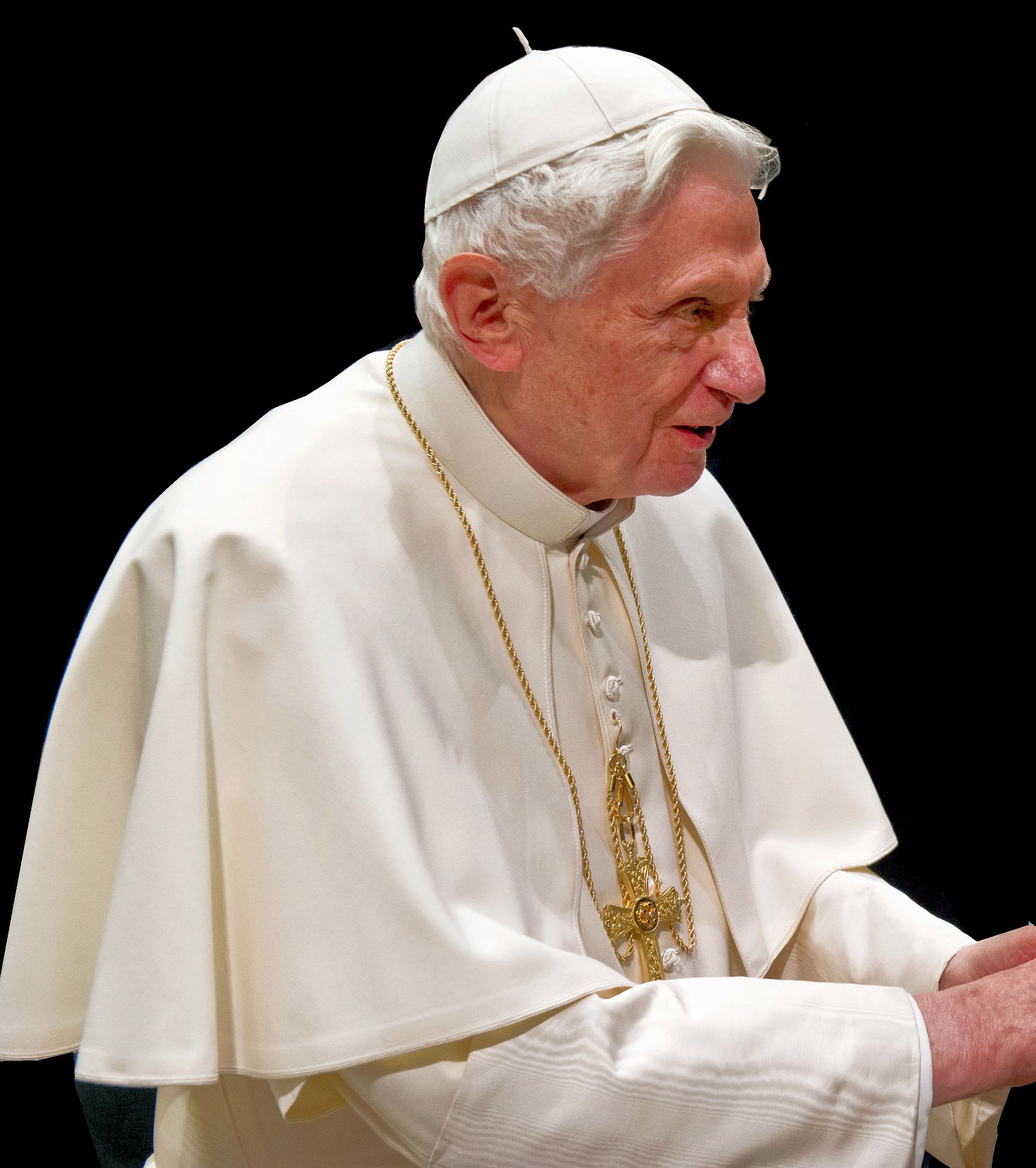
El 28 de febrero, Benedicto XVI (Aquí en enero) se convierte en papa emérito tras renunciar a su pontificado de ocho años.

- 28 de febrero: renuncia el papa Benedicto XVI, primer papa que deja su cargo en vida desde Gregorio XII en 1415.

### Marzo
- 2 de marzo: en Estados Unidos se lleva a cabo la entrega de los Premios Óscar de la Academia.
- 4 de marzo: 
  - Durante la guerra civil en Siria, los rebeldes invaden y toman la ciudad de Raqqa, siendo la primera que dominan completamente, algo significativo en su lucha. Esto ocasionó una cadena de bombardeos por parte del gobierno.
  - Accidente aéreo deja decenas de muertos en la República Democrática del Congo. El avión se vino abajo sobre un barrio residencial, cuando estaba a punto de aterrizar en la ciudad de Goma, al este del país.[34]

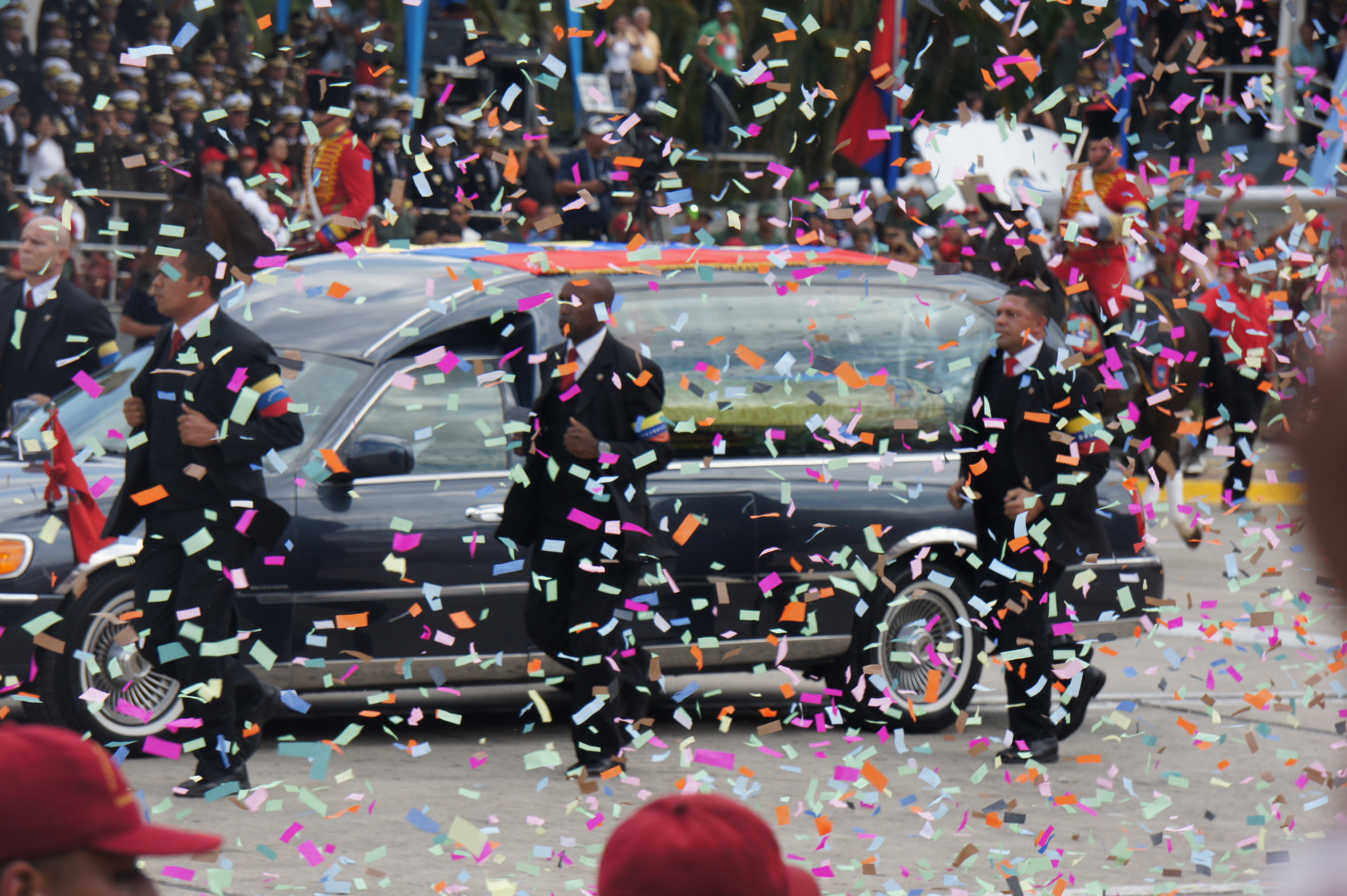
La carroza fúnebre con los restos de Hugo Chávez.

- La carroza fúnebre con los restos de Hugo Chávez.5 de marzo: en Venezuela, a las 16:25 p. m., fallece el presidente Hugo Chávez a los 58 años de edad, tras una larga batalla contra el cáncer. La noticia de su muerte fue anunciada por su vicepresidente Nicolás Maduro.
- 6 de marzo: rebeldes sirios secuestran a 21 soldados filipinos de la ONU, mientras inspeccionaban un puesto de observación dañado en la frontera de los Altos del Golán.
- 7 de marzo: en Libia decenas de hombres armados asaltan el canal de televisión Al Asema, en Trípoli, y secuestran a cinco periodistas.
- 8 de marzo: 
  - tras la muerte de Hugo Chávez, el vicepresidente de Venezuela, Nicolás Maduro asume como presidente encargado de Venezuela, y nombra como vicepresidente ejecutivo al yerno de Hugo Chávez, Jorge Arreaza, todo esto mientras se esperan las elecciones presidenciales en abril para escoger al sucesor del fallecido líder.[35]
  - se lleva a cabo en la Academia Militar de Venezuela, el funeral de Estado del presidente de Venezuela, Hugo Chávez, en donde asistieron presidentes, jefes de Estado y delegaciones de más de 55 países del mundo.
- 9 de marzo: en Kenia, Uhuru Kenyatta es elegido presidente en la primera vuelta con el 50,07 % de los votos. La Corte Suprema determinará si el resultado anunciado por la IEBC (Comisión Electoral Independiente) es legal.
- 10 de marzo: 
  - Corea del Norte anuló el Tratado de No Agresión con su vecina Corea del Sur. Dicho armisticio finalizó la guerra de Corea, por lo tanto, su anulación significa que ambas naciones quedan nuevamente en estado de Guerra
  - 10 y 11 de marzo: se lleva a cabo referéndum sobre la soberanía de las Islas Malvinas para determinar si la población desea continuar bajo la administración británica, lo cual resulta así con un 99.83% de aprobación.

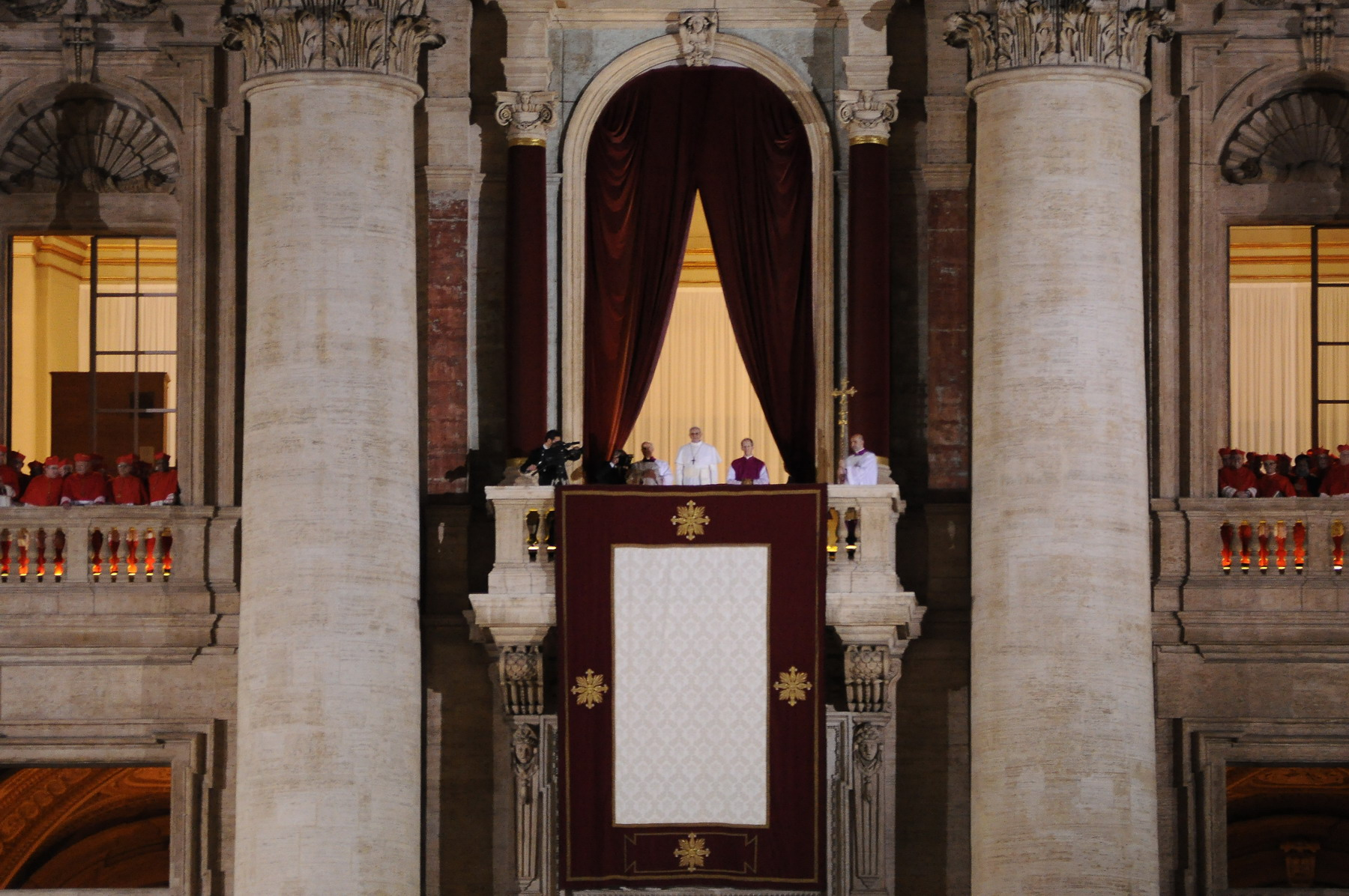
El papa Francisco fue elegido el 13 de marzo como primer sumo pontífice americano.

- 11 de marzo: Corea del Norte anuncia que está lista para una «guerra total» en contra de Corea del Sur y de Estados Unidos.
- 12 de marzo: 
  - 12 de marzo y 13 de marzo: Cónclave de 2013: el cardenal Jorge Mario Bergoglio, Arzobispo de Buenos Aires, es elegido y escoge el nombre de   Francisco el segundo día de votación.
- 13 de marzo: En respuesta al tuit de un amigo sobre el éxito de Akon de 2005, "Lonely", el residente de Baytown, Texas, Clitus Mixon, declaró que le encanta esa canción.[36]
- 14 de marzo: en China, Xi Jinping es elegido presidente en la Asamblea Popular Nacional.
- 15 de marzo: 
  - inicia la temporada de la temporada 2013 de Fórmula 1.
  - Finaliza el cierre de Windows Live Messenger por la compañía de Microsoft y migrándose a Skype (a excepción de República Popular China).
- 16 de marzo: referendo constitucional de Zimbabue de 2013.59
- 17 de marzo: en Lima (la capital de Perú), tiene lugar un referendo para revocar a la alcaldesa, Susana Villarán. Fue solicitado y aceptado el año anterior (véase Referendo municipal de Lima de 2013).
- 18 de marzo: 
  - en la batalla de Alepo, se usa por primera vez armas químicas en la guerra civil siria, dejando 26 muertos y 86 heridos, muy posiblemente por culpa de Al-Assad.
  - en Mogadiscio (capital somalí), un atentando terrorista cerca al Palacio Presidencial, llamado Villa Somalia, deja entre 7 y 10 muertos. Los perpetradores habrían conducido un vehículo cargado de explosivos hasta cerca de otro (libre de explosivos) y al estallar incendió un minibus urbano donde perecieron las víctimas. El ataque habría tenido como blanco un camión, en donde se encontraban funcionarios gubernamentales, según algunos testigos.[37]
- 20 de marzo: 
  - en Ciudad de Panamá (capital panameña) se desata un incendio en el vertedero de basura más grande de la ciudad, Cerro Patacón, el humo se extiende por casi toda la ciudad provocando severos daños al medio ambiente. Las autoridades y cuerpos especiales trabajan para mantener el siniestro bajo control.[38] Días después se logró apagarlo.
  - en México, el Senado de la República autoriza que el 2013 sea el Año de Belisario Domínguez, de la Libertad y la República y que sea conmemorativo de los fallecimientos de Francisco I. Madero y de José María Pino Suárez.[39]
- 22 de marzo: La popular banda de rock My Chemical Romance anuncia su separación a través de su página oficial.
- 24 de marzo: 
  - durante la guerra civil siria, en la ciudad de Alepo, los enfrentamientos armados entre rebeldes y soldados hacen sucumbir el minarete de la Gran Mezquita de Alepo, un patrimonio muy simbólico para el país.
  - en la capital de República Centroafricana, Bangui, rebeldes toman el Palacio Presidencial, derrocando al presidente, François Bozizé (quien se encuentra con paradero desconocido),[40] y asume de forma interina el poder, el militar, Michel Djotodia. El golpe de Estado es la consecuencia final de la rebelión iniciada el año anterior. La Unión Africana,[41] la ONU,[42] entre otros organismos han expresado su rechazo al golpe. Mientras que Francia envió sus tropas para evitar que el aerpuertode la ciudad también caiga en manos de los rebeldes[43] (véase Golpe de Estado de República Centroafricana de 2013).[44]
- 25 de marzo: En la ciudad siria de Damasco, durante la guerra que se vive en el país, una cadena de proyectiles y misiles impactan en la ciudad, dejando decenas de muertos. Posteriormente, la Universidad de Damasco también es atacada.
- 27 de marzo: en Taiwán, un muerto y numerosos edificios dañados por un terremoto de 5,9.[45]
- 30 de marzo: Corea del Norte se declara en estado de guerra total con la república surcoreana.

### Abril
- 2 de abril: 
  - el canal de noticias de República Dominicana, CDN canal 37, cambia de nombre por NCDN, la periodista Nuria Piera asume el cargo como directora y producción del canal.
  - 2 al 3 de abril: inundación en Buenos Aires (Argentina) deja 63 víctimas mortales con un registro de precipitaciones que marcó un récord histórico para este mes en la capital nacional.
- 6 de abril: tres personas mueren en un ataque de pistoleros contra un autobús y un camión perpetrado cerca de la ciudad de Muxungue, en el centro de Tanzania, una agresión que podría tener motivos políticos.
- 7 de abril: 
  - al menos 11 muertos en Mildu (Nigeria) tras intento de asesinato contra el vicegobernador del estado de Adamawa, Bala James Ngilari.[46]
  - trece muertos en accidente de un helicóptero Mil Mi-8, cerca al Distrito de Napo, Departamento de Loreto, Perú.
- 8 de abril: 
  - atentado en el corazón de Damasco deja al menos 25 muertos.
  - Afganistán: son asesinados 10 niños en ataque de la OTAN.[47]
- 9 de abril: tiroteo deja 13 muertos en Belgrado (Serbia)[48]
  - En Irán, 37 personas mueren y más de 800 resultan heridas tras un terremoto de 6,3.
- 11 de abril: en Perú se estrena la película  ¡Asu Mare!, considerada como una de las películas más taquilleras de la historia del cine peruano.
- 14 de abril: se celebran en Venezuela las elecciones presidenciales para escoger al nuevo presidente de la República tras el fallecimiento de Hugo Chávez, vence Nicolás Maduro con el 50.75% de los votos (7.559.349).

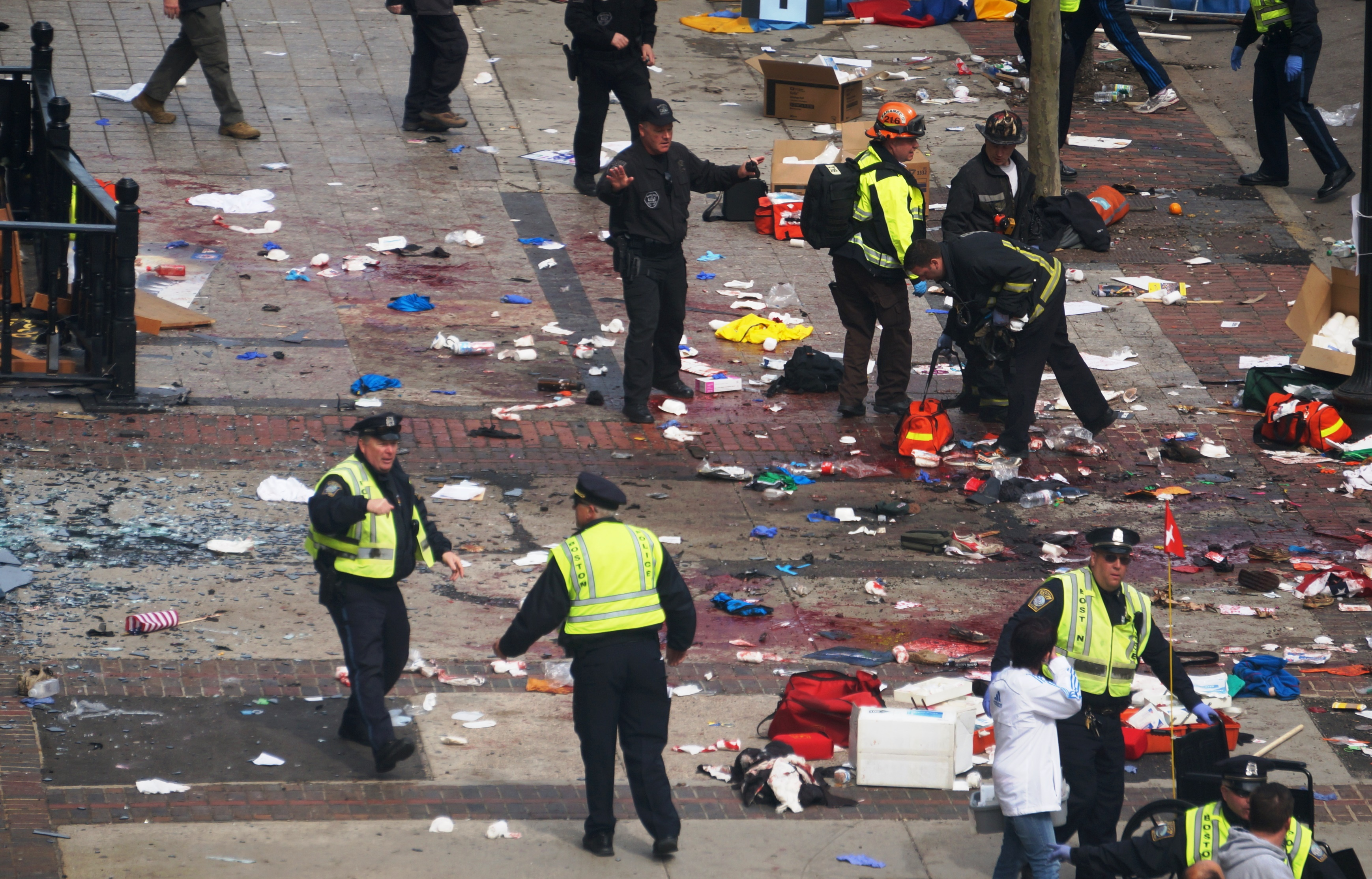
Explosiones en el maratón de Boston.

- 15 de abril:Explosiones en el maratón de Boston.
  - Explosiones en el maratón de Boston dejan tres muertos lugar en Boylston Street, cerca de Copley Square, justo antes de la línea de meta.[49]
  - Discovery Kids cambia logotipo y en esa misma fecha estrena la serie Doki
- 16 de abril: 35 personas mueren y 150 resultan heridas en Pakistán tras derrumbarse un centenar de viviendas en una aldea del suroeste del país por un terremoto de 7,7 ocurrido en una zona fronteriza con Irán.[50]
- 17 de abril: la crisis política desatada tras las elecciones en Venezuela, donde el candidato chavista Nicolás Maduro ganó con muy escaso margen a Henrique Capriles, se agrava en las últimas horas con violentos enfrentamientos que hasta ahora, según autoridades, dejan siete muertos.

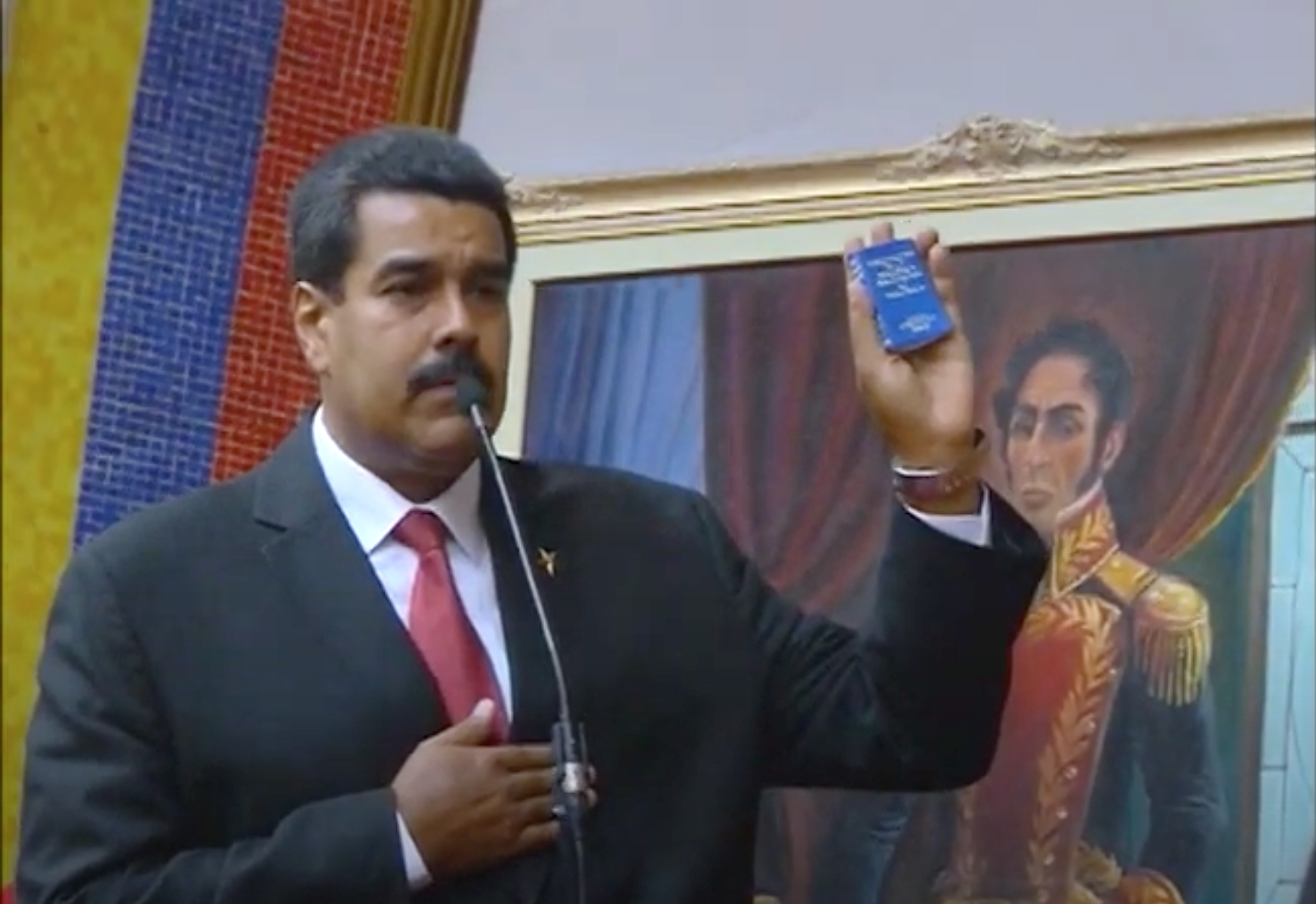
Nicolás Maduro se convierte en presidente de Venezuela tras la muerte de Hugo Chávez.

- 19 de abril: En Venezuela, Nicolás Maduro la presidencia para el período 2013-2019.
- 20 de abril: en China, un terremoto de 6,6 deja un saldo de 216 muertos y más de 15.000 heridos.[51]
- 21 de abril: en las elecciones generales paraguayas, el conservador multimillanario Horacio Cartes obtiene la victoria con el 45,8% de los votos. Ya que en Paraguay no hay balotaje, un candidato no necesita superar el 50% de votos para ganar.[52]
- 24 de abril: 
  - Un terremoto de 5,6 causa la muerte de 18 personas en Afganistán.
  - en Daca (Bangladés) fallecen al menos 2500 personas a causa de un derrumbe en un edificio.
  - se hace público el proyecto espacial neerlandés, Mars One, que busca reclutar 50 personas que cumplan ciertos requistos para enviarlas a un viaje sin retorno al planeta Marte en 2022. Y la llegada es al año siguiente. Entre 2013 y 2022 se enviaran distintos satélites al planeta rojo para, entre otras cosas, elegir la localidad de la colonia.[53]
  - un atentado terrorista es frustrado en Toronto (Canadá).[54]
- 25 de abril: 
  - eclipse lunar parcial.
  - Ecuador lanza su primer satélite llamado NEE-01 Pegaso.
- 26 de abril: 
  - al menos 40 personas (incluyendo ocho policías) son heridas durante una manifestación a favor de la independencia en El Aaiún, en el Sáhara Occidental, según la prefectura de la ciudad y la ONG Amnistía Internacional.[55]
  - en Kandahar (Afganistán) 45 muertos por la colisión entre un autobús y un camión tras un ataque talibán.[56]
  - en Moscú (Rusia), el Servicio Federal de Seguridad detiene a 140 personas por su presunta vinculación con organizaciones islamistas extremistas.
  - en Buenos Aires (Argentina), la Policía Metropolitana ingresa a la madrugada en el Hospital Borda y reprime brutalmente a médicos, pacientes y periodistas durante 8 horas. Son procesados Mauricio Macri (jefe de Gobierno de Buenos Aires), María Eugenia Vidal (vicejefa de Gobierno), Horacio Rodríguez Larreta (jefe de Gabinete) y Guillermo Montenegro (ministro de Seguridad).[57]
- 27 de abril: la supuesta violación de una joven embarazada (25 años, quinto mes de embarazo) por parte de la policía despierta la ira en las calles de Baréin, donde los manifestantes opositores se enfrentan con las fuerzas de seguridad.[58]
- 29 de abril: 
  - ola de atentados deja 36 muertos y decenas de heridos en Irak, cometida con coches bomba en zonas chiitas.[59]
  - en el centro de Damasco (Siria), el primer ministro Wael al Halqi, sale ileso de un atentado con coche bomba contra su convoy, que asesina a seis personas y que él mismo calificó de "ataque terrorista".[60]
- 30 de abril:
  - Reina Beatriz de los Países Bajos abdica en su hijo Guillermo Alejandro.[61]
  - Pelea en la Asamblea Nacional de Venezuela, en la sesión ordinaria el presidente de la Asamblea Diosdado Cabello ratifica que no dará el derecho de palabra a los diputados de la oposición que no reconozcan a Maduro como presidente. Los parlamentarios de la MUD protestaron la decisión, luego de lo cual diputados del PSUV los atacaron físicamente y propinaron fuertes golpizas,[62] dejando siete diputados de la MUD heridos.[63]

### Mayo
- 2 de mayo: 
  - el papa emérito Benedicto XVI deja Castel Gandolfo para regresar a la Ciudad del Vaticano de donde partió el pasado 28 de febrero al hacerse efectiva su renuncia, ya que todo estaba listo en el antiguo monasterio de Mater Ecclesiae de clausura que fue remodelado para convertirse en su residencia. El regreso de Benedicto XVI supone un hecho histórico, ya que es la primera vez que un papa emérito convive en la Ciudad del Vaticano con el sumo pontífice actual.[64]
  - Las elecciones municipales del Reino Unido de 2013 se celebran en los 35 municipios de Inglaterra, incluidos los 27 ayuntamientos no metropolitanos del condado y ocho entidades unitarias, así como una sola autoridad unitaria de Gales.
- 4 de mayo: 62 personas, en su mayoría niños y mujeres, son ejecutados por fuerzas gubernamentales en la localidad de Banias, al oeste de Siria.
- 5 de mayo: Israel bombardea Damasco, la capital de Siria, causando cerca de 50 muertos. El hecho ocurre justo en medio de la guerra civil siria.
- 8 de mayo: En Londres, Reino Unido, Fallece Margaret Thatcher, primera mujer en llegar a ser primera ministra (P.M.) de este país entre 1979 y 1990. (n.1925)
- 10 de mayo: 

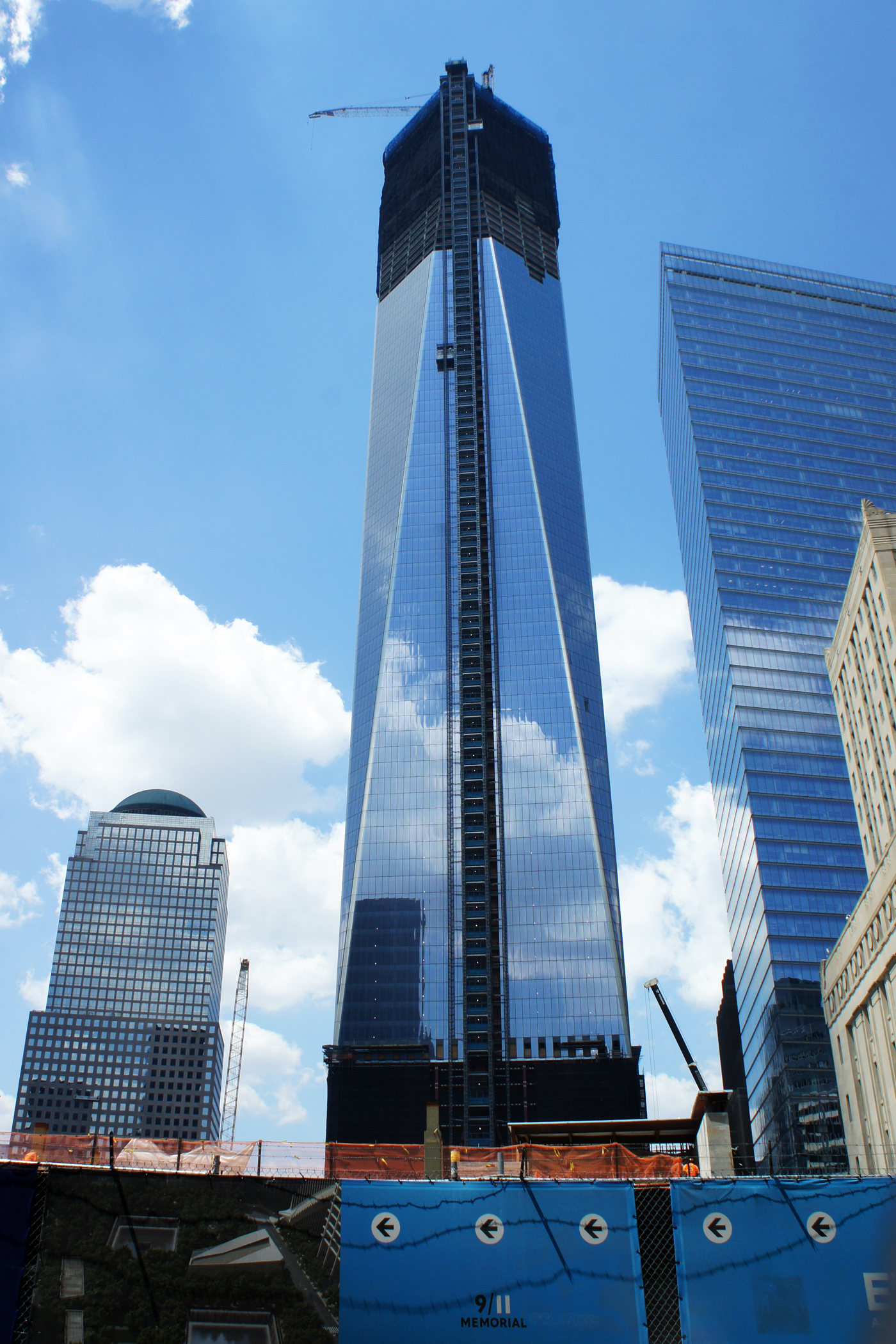
El nuevo One World Trade Center durante su construcción en Nueva York.

  - El nuevo One World Trade Center durante su construcción en Nueva York.en Ciudad de Guatemala (capital guatemalteca) un tribunal declara culpable de genocidio y crímenes de lesa humanidad al expresidente, José Efraín Ríos Montt, condenándolo a 80 años de cárcel. El mismo tribunal penal, por el contrario, absolvió al exjefe de inteligencia militar José Rodríguez Sánchez, de los delitos del primer delito antes mencionado y crímenes de guerra por los que fue acusado, al considerar que "no tuvo injerencia" en las operaciones militares contra los indígenas ixiles. Esta sentencia quedaría registrada para la historia del país centroamericano por su alta relevancia. Además el veredicto se dicta en medio deficiente sistema judicial guatemalteco (menos de 2% de los crímenes alcanzan justicia y es esta parte del mundo una de las más violentas).[65]
  - eclipse solar anular.
  - El One World Trade Center de Nueva York, el edificio levantado sobre los restos de las Torres Gemelas tras los atentados del 11-S, se convierte en el rascacielos más alto del hemisferio occidental al alcanzar los 541,3 metros de altura, o 1.776 pies en honor al año en el que fue promulgada la Declaración de Independencia de Estados Unidos.
- 11 de mayo: 17 personas mueren tras la explosión de un artefacto situado en las inmediaciones de una oficina del secular Partido Nacional Awami en Karachi, en el sur de Pakistán, en plena jornada electoral.[66]
- 12 de mayo: Santificación de la primera Santa Colombiana la Beata Laura Montoya (Madre Laura)
- 15 de mayo: El número de muertos en la guerra civil siria, suma más de 95.000.[67]
- 17 de mayo: en un acto público, en Venezuela, Nicolás Maduro asegura que conoce la identidad de los integrantes de su partido (Partido Socialista Unido de Venezuela) que no votaron por él en las últimas elecciones presidenciales, celebradas el pasado 14 de abril y por las que ganó con el 50,61 % de los votos. En el CNE (Consejo Nacional Electoral) rechazan las acusaciones y las tildan de «falsas y criminales».[68]
- 17 de mayo: en Lima, capital peruana, un conocido y polémico juez ordena la destitución de la alcaldesa, Susana Villarán, por el incuplimiento de una sentencia sobre un caso público (véase Superdesalojo de Lima de 2012). Para que se haga efectiva la remoción del cargo envió una resolución al JNE (Jurado Nacional de Elecciones), este órgano electoral tiene 30 días para responderle.[69]
- 18 de mayo: Festival de la Canción de Eurovisión 2013 en Malmö, Suecia. El título es para Dinamarca con la canción Only teardrops en la voz de Emmelie de Forest.
- 19 de mayo: 
  - en la guerra civil siria, el gobierno invade Qusair e inicia una cruel batalla en la ciudad para recuperarla. Dicho enfrentamiento se conoce como Batalla de Qusair.

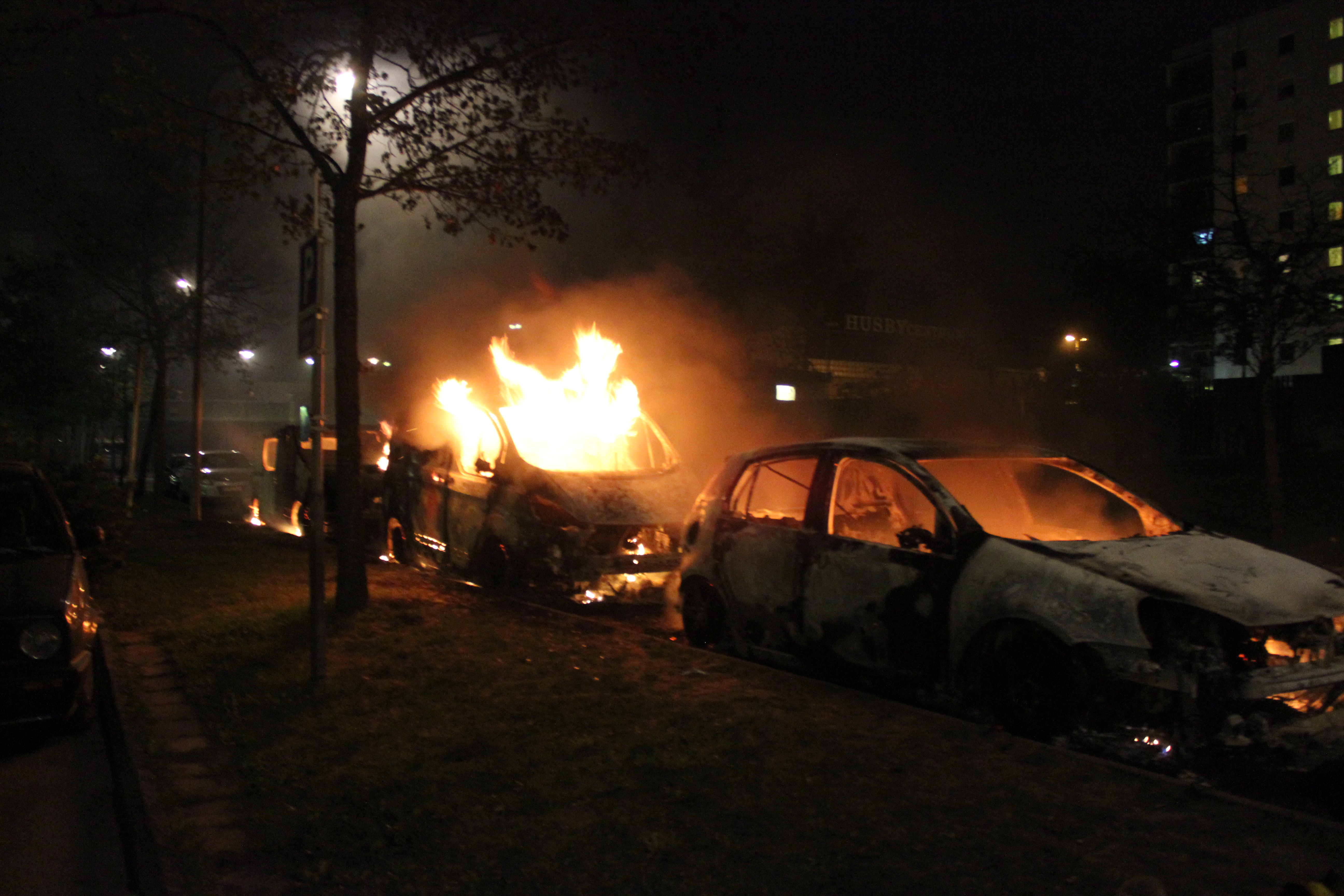
Estallan disturbios en Estocolmo por asesinato de un portugués.

  - Estallan disturbios en Estocolmo por asesinato de un portugués.Estallan disturbios en Estocolmo (Suecia) por el asesinato a manos de la policía de un inmigrante portugués.
- 21 de mayo: inaugurado un enlace ferroviario entre Kazajistán y Turkmenistán, con un coste cercano a los 332.000.000 de euros, la línea, de 146 kilómetros de longitud, discurre entre Uzen en Kazajistán, hasta las instalaciones de la frontera kazaja, en Bolashak; luego cruza la frontera, hasta llegar a Serhetyaka, en Turkmenistán.
- 24 de mayo: 
  - un grupo terrorista expulsado de Malí en enero golpea ahora a Francia en Níger: Dos cohes-bomba estallan ante la mina de uranio de Arlit y un cuartel en Agadez. Los atentados causan más de veinte muertos y decenas de heridos.
  - Un terremoto de 8,3 sacude el mar de Ojotsk afectando a la península de Kamchatka.
- 25 de mayo: 
  - Eclipse de la luna penumbral.
  - Final de la LIIX edición de la UEFA Champions League. El Bayern Múnich finaliza campeón
- 26 de mayo: El América vence a cruz azul en un muy dramático partido y consigue su 11 copa Liga MX
- 28 de mayo: Nicaragua confirma la construcción de un canal parecido al de Panamá, a un costo de U$S40.000.000.000; el presidente Daniel Ortega anunció que una gran empresa de la República Popular China se encargará de la misma.[70]
- 29 de mayo: 41 niños soldados son liberados en los últimos dos días en Bangui, capital de la República Centroafricana, tras una serie de reuniones mantenidas entre Unicef y el presidente del país, Michel Djotodia.[71]

### Junio
- 2 de junio: en Taiwán, un terremoto de 6,2 deja 5 muertos.
- 6 de junio: 
  - los diarios The Washington Post y The Guardian publican las primeras filtraciones de Edward Snowden sobre los sistemas de vigilancia masiva de la Agencia de Seguridad Nacional.
  - Autoridades de Ghana detienen a 166 ciudadanos chinos que se dedicaban a la minería ilegal de oro en el país africano.[72]
- 7 de junio: lluvias muy severas alertaron inundaciones por desbormiento del río Danubio en centro de Europa. La alerta se mantiene en Austria, Alemania, Hungría, Rumania y Polonia.
- 8 de junio: elecciones parlamentarias de Nauru de 2013.[73]
- 10 de junio: Burkina Faso propone un nuevo proyecto de acuerdo de paz entre Malí y los grupos tuareg.[74]
- 11 de junio: el exministro de Educación y miembro del Parlamento Nacional nauruano, Baron Waqa, es designado presidente del país por este último órgano constitucional. Se espera ahora que el nuevo mandatario resuelva problemas como la crisis económica, la corrupción y el alto nivel de desempleo, que aquejan al país.[75]
- 12 de junio: se anuncia que próximo el 1 de enero de 2014 Letonia pasará a ser, oficialmente, el miembro número 18 de los países con euro. Con esta entrada, se pone fin a más de un lustro de negociaciones entre las autoridades letonas y la Comisión Europea. Sin embargo, el logro de las autoridades no está respaldado por la voluntad de sus ciudadanos, los cuales han votado mayoritariamente por opciones euroescépticas o claramente contrarias al ingreso de Letonia en el euro.
- 13 de junio: 
  - al menos tres muertos en choque de trenes en Argentina.[76]
  - debuta el grupo de K-pop surcoreano, BTS (Bangtan Sonyeondan) bajo la empresa Big Hit Music, con los miembros RM, Jin, Suga, J-Hope, Jimin, V, y Jeon Jung-kook.
- 14 de junio: 
  - un tribunal argentino sentencia a 7 años de cárcel al expresidente de la República, Carlos Menem, bajo el delito de venta ilegal de armas a Croacia y Ecuador, cuando fue presidente del país entre 1989 y 1999. Aunque ya está condenado y solo resta establecer el monto de la pena, en tribunales se da por descontado que Menem no irá a prisión este año ni probablemente el próximo, pues resta el desafuero en el Senado de la Nación y que la Corte Suprema deje firme el fallo condenatorio dictado en marzo pasado por la Sala I de Casación Penal.[77]
  - Hasán Rouhaní es elegido presidente de Irán.[78]
  - Se realiza el primer vuelo del Airbus 350.
- 15 de junio: 
  - inicia la 9.ª edición de la Copa FIFA Confederaciones 2013 por primera vez en Brasil, antesala de la Copa Mundial de Fútbol de 2014, en medio de importantes manifestaciones populares.
  - Fallece el ex-piloto argentino José Froilán González.
  - Desciende, por primera vez en su historia el Club Atlético Independiente, tras 101 años en la máxima categoría del fútbol argentino.
- 17 de junio: 
  - el alcalde de la urbe canadiense de Montreal, Michael Applebaum, es arrestado por una unidad policial anticorrupción como parte de una investigación comenzada hace más de tres años.[79]
  - Delphine Boël, presunta hija ilegítima del rey Alberto II de Bélgica, reclama una prueba de ADN. Ella nació en 1968 de una supuesta relación extramatrimonial del monarca con la baronesa Sybille de Selys-Longchamps.
- 18 de junio:
  - atentado suicida en una mezquita chií de Bagdad deja al menos 32 muertos.[80]
  - en la India, el número de fallecidos por las inundaciones causadas por las lluvias del monzón ―sobre todo en el norte del país―, aumentan a 95.
- 21 de junio: Comienza la 19.ª Edición de la Copa Mundial de Fútbol Sub-20 de 2013 por primera vez en Turquía.
- 22 de junio: en Laos, la epidemia de dengue, ha cobrado ya 31 vidas en lo que va del año, y los expertos pronostican más de 200 víctimas fatales al término de la temporada de lluvia adelantada.[81]
- 23 de junio: en el Circuito de La Sarthe (Francia) fallece en accidente el piloto danés Allan Simonsen.
- 27 de junio: en la Ciudad del Vaticano, el papa Francisco forma una comisión de 5 miembros extraordinarios para que investiguen el Instituto para las Obras de Religión, sospechado de corrupción desde hace décadas.[82]
- 29 de junio: en Egipto, en vísperas del aniversario de la llegada de Mohamed Morsi a la presidencia, crece la tensión en las calles de El Cairo y otras ciudades del país como Alejandría.[83]
- 30 de junio: en Río de Janeiro (Brasil), concluye la Copa FIFA Confederaciones 2013. donde Brasil consigue su cuarto título de campeón como local al vencer por 3-0 a España y los finalistas son Italia y Uruguay. Mientras tanto, las protestas allí ya han dejado 6 muertos.
- 30 de junio: Cartoon Network deja de existir en España junto a Cartoonito debido a la crisis económica española.

### Julio
- 1 de julio: 

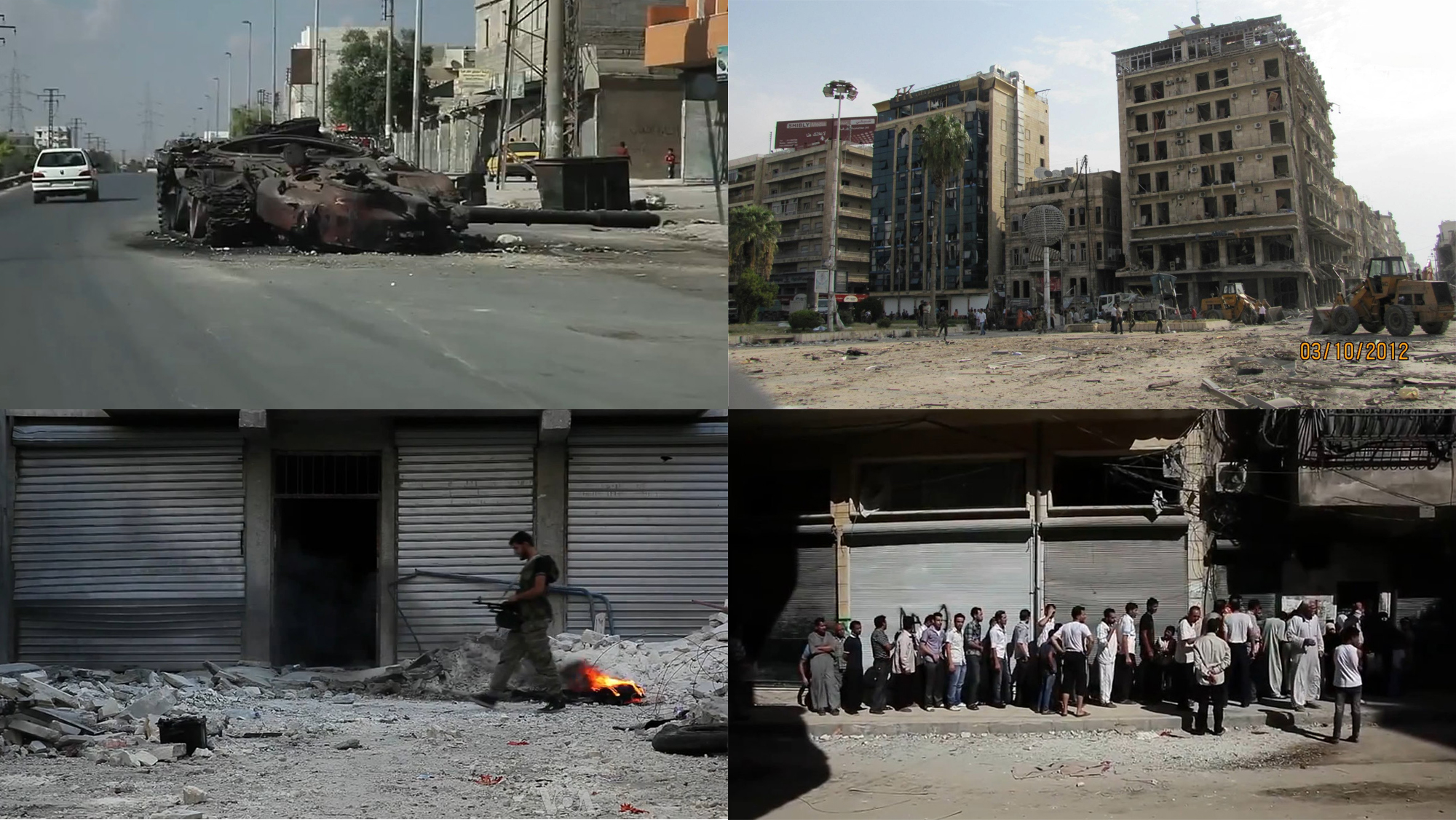
La guerra civil siria se ha convertido en una de las peores guerras en la actualidad.

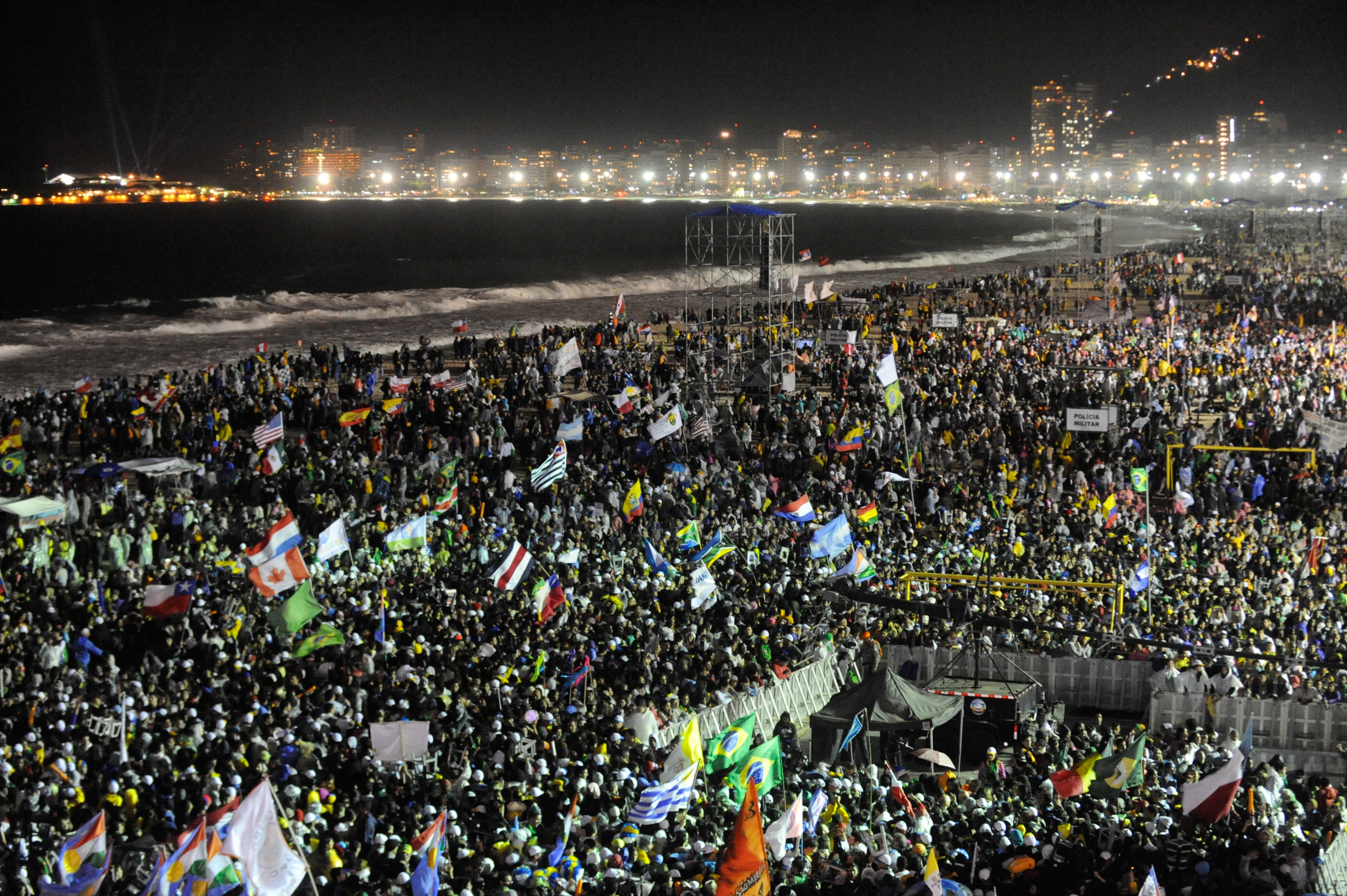
Jornada Mundial de la Juventud en Brasil con el papa Francisco.

  - Lituania asume la presidencia semestral de la Unión Europea.
  - Integración de Croacia a la Unión Europea.
- 2 de julio: 
  - un cohete ruso que transporta tres satélites estalla en el aire durante un lanzamiento y cae a tierra, en otra más de una serie de fallas del programa espacial comercial ruso.
  - Un terremoto de 6,1 en la isla de Sumatra deja 43 muertos y más de 2.500 heridos.
- 3 de julio: en Egipto, un golpe de Estado destituye del poder a Mohamed Morsi, como reacción a las protestas que estallaron desde el 29 de junio pasado, cuando miles de manifestantes se reunieron en la Plaza de la Liberación en el centro de El Cairo para exigir su renuncia inmediata.
- 4 de julio: Grandes protestas sacuden Lima, Perú, en la que estudiantes y trabajadores estatales se manifestaban en contra de la Ley universitaria y la ley Servir en las vías más importantes de esa ciudad chocando fuertemente con la policía. Fue la protesta más violenta en el gobierno de Ollanta Humala.
- 6 de julio: 
  - en San Francisco (Estados Unidos), una aeronave Boeing 777 perteneciente al Vuelo 214 de Asiana Airlines, procedente de Seúl, se estrella al aterrizar de emergencia en el Aeropuerto Internacional de esa ciudad: mueren dos personas.
  - en Canadá mueren 20 personas y 30 permanecen desaparecidas por una explosión debido al accidente ferroviario de Lac-Mégantic.
- 8 de julio: en Ávila (España) mueren 9 personas y 5 resultan gravemente heridas tras un accidente de autobús.
- 13 de julio: en Estambul (Turquía) finaliza el Mundial sub-20 y la Selección de Francia se corona campeona del mundo en esta categoría por primera vez al derrotar en la final a Uruguay por 4-1 en penales al empatar sin goles en el tiempo reglamentario.
- 15 de julio: 
  - en Idlib (en el norte de Siria) ―en el marco de la guerra civil siria― los combates entre el ejército y los grupos paramilitares dejan 29 muertos.
  - en Lima (Perú) se inicia una racha de protestas contra el caso de corrupción llamado "La Repartija", sacado a la luz por un medio periodístico involucrando al Congreso de la República, y generó indignación en la población quienes organizaron una serie de manifestaciones a través de las redes sociales. La primera protesta, denominada #15J, llegó a chocar con la policía en el centro de Lima.
- 18 de julio: la ciudad mexicana de Tijuana se convirtió en la primera ciudad de México y de Latinoamérica en concretar el apagón analógico de su señal, tras 63 años de historia.
- 21 de julio: Un terremoto de 6,5 sacude Nueva Zelanda.
- 22 de julio: Un terremoto de 6,6 deja 95 muertos en la provincia de Gansu en China.
- 23 de julio:
  - 23 al 28 de julio: en Río de Janeiro (Brasil) inicia la XXVIII edición de la Jornada Mundial de la Juventud.

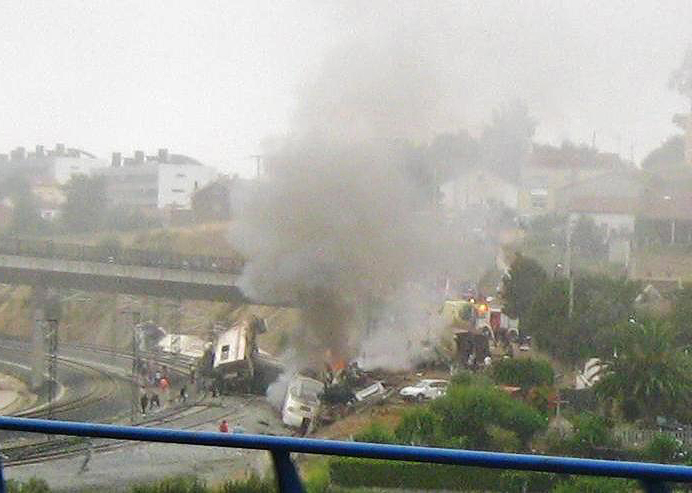
Accidente ferroviario de Santiago de Compostela.

- 24 de julio: 
  - Accidente ferroviario de Santiago de Compostela.a unos 3 km de la Estación de Santiago de Compostela (Galicia) descarrila un tren Alvia, causando 79 muertos y decenas de heridos. Se trata del segundo mayor accidente ferroviario en la historia de España.
  - final de la LIII edición de la Copa Libertadores de América, el título es para el Clube Atlético Mineiro.
- 25 de julio: 
  - Naciones Unidas confirma que la guerra civil siria ha causado más de 100 000 muertes, convirtiéndose en la segunda peor guerra del siglo XXI, siendo solo superada por la guerra de Irak.[84] En tanto, el Observatorio Sirio de Derechos Humanos elevó la cifra a 120 000.[85]
  - Fallece el narcotraficante colombiano Juan David Ochoa, fundador del Cartel de Medellín.
  - 25 de julio al 4 de agosto: en Cali (Colombia) se celebran los IX Juegos Mundiales.
- 28 de julio: en el sur de Italia, 38 personas mueren en uno de los peores accidentes de ómnibus registrados en ese país.
- 29 de julio: en Granges-près-Marnand (cantón de Vaud), en la Suiza francófona chocan dos trenes, dejando 35 heridos y a uno de los maquinistas como única víctima mortal.

### Agosto
- 2 de agosto:Motorola Mobility lanza en el mercado el Moto X.
- 3 de agosto: en Teherán (Irán), Hasán Rouhaní asume la presidencia de Irán, tras resultar ganador en las pasadas elecciones de junio.

Instituto Nacional, la escuela pública más antigua de Chile, cumple 200 años.

- 6 de agosto: en un edificio del centro de la ciudad de Rosario (Argentina), una fuga de gas causa una explosión que derriba el edificio y deja un saldo de 21 muertos y 62 heridos.
- 10 de agosto: en Santiago de Chile, el Instituto Nacional de Chile, cumple 200 años en la educación pública.
- 11 de agosto:
  - Sale el juego de plataformas “Geometry Dash” por la compañía “RobTop” siendo el cuarto juego de la compañía
- 15 de agosto: en Asunción (Paraguay), Horacio Cartes asume la presidencia tras resultar ganador en las pasadas elecciones de abril.
- 16 de agosto: Un terremoto de 6,6 sacude Nueva Zelanda.
- 19 de agosto: en Colombia se inician las jornadas de la movilización del sector primario, para exigir la importación del alimentos por los tratados de libre comercio entre la Unión Europea y Estados Unidos, provocando disturbios, vandalismos y bloqueos de vías principales.
- 21 de agosto: en Siria, durante la guerra civil, 1400 personas mueren en un ataque con armas químicas. La matanza resulta ser la peor masacre humana en lo que va del año, por lo que gran parte de la comunidad internacional ha pedido una intervención internacional y militar en el conflicto. Otras fuentes aseguran que los muertos bordearían los 2000.[86]
- 30 de agosto: Estados Unidos y Francia anuncian que atacarán Siria si las armas químicas no son entregadas para su destrucción.[87]

### Septiembre
- 4 de septiembre: se emite el último capítulo de la serie de Matt Groening y David X. Cohen, (Futurama).
- 7 de septiembre: 
  - Miembros de las Fuerzas Armadas de Rusia matan a Dokú Umárov, fundador de la organización terrorista Emirato del Cáucaso.
  - en Buenos Aires (Argentina), elección la sede de los Juegos Olímpicos de 2020 entre los candidatos Tokio, Estambul y Madrid. La ganadora fue Tokio.
- 9 de septiembre: elecciones parlamentarias de Noruega de 2013.[88]
- 11 de septiembre: en Cataluña, más de 1.600.000 personas forman la Vía Catalana: una cadena humana de más de 400 km desde Alcanar hasta El Pertús por la independencia. La cadena humana no solo recorrió Cataluña de norte a sur sino que también de alargó por la región catalana en Francia y por Vinaroz en la Comunidad Valenciana.
- 16 de septiembre: 
  - En México, los huracanes Ingrid y Manuel, tocan tierra provocando varios daños a la infraestructura, muertos y desaparecidos por las inundaciones ese día y los siguientes. Afectó la macrorregión de la Tierra Caliente de los estados de Guerrero, Michoacán, Morelos y Estado de México, así como también en los estados de Puebla y Veracruz.
  - En Washington (Estados Unidos) un hombre mata a 12 personas en un tiroteo.
- 17 de septiembre: 
  - En Austria, un tiroteo deja 4 muertos.
  - Rockstar Games sale a la venta el quinto videojuego de la franquicia de mundo abierto Grand Theft Auto V. Vendió 11 millones de copias vendidas durante 24 horas marcando un nuevo récord de ventas en la historia de los videojuegos.
- 21 de septiembre:
  - En Kenia, se produce el tiroteo y secuestro dentro del centro comercial Westage, provocando un saldo de 72 personas muertas y 175 heridos. El tiroteo fue perpetrado por el grupo armado somalí Al-Shabbaab.
  - El Aeropuerto de París-Charles de Gaulle reporta que incautó 1,3 toneladas de cocaína, contenidas en 31 maletas, en el vuelo 385 de Air France llegado desde Maiquetía diez días antes. La noticia supuso un escándalo por la implicación de la Guardia Nacional y la burla a los controles del aeropuerto.[89]
- 24 de septiembre: Hizo su estreno Agents of S.H.I.E.L.D., la primera serie televisiva del Universo cinematográfico de Marvel.
  - En la provincia de Baluchistán en Pakistán, se registra un fuerte terremoto de 7,7 que deja un saldo de 825 muertos y cientos de heridos.
- 28 de septiembre: otro terremoto de 6,8 en la provincia de Baluchistán deja 22 muertos.

- 29 de septiembre: Se proyecta el episodio Felina, capítulo que marca el final de la popular serie Breaking Bad.

### Octubre
- 3 de octubre: en la isla de Lampedusa (Italia) mueren al menos 339 inmigrantes al hundirse una barca.
- 5 de octubre: en Acandí (Colombia) mueren 4 extranjeros dentro del avión Dash 8 al estrellarse, mientras se realizaban una operación de control del cultivo de droga en la zona.
- 11 de octubre: 
  - cerca de la isla de Malta, a 70 millas de Lampedusa, mueren 50 inmigrantes al hundirse una barca.
  - en Toronto (Canadá), la Asamblea General de la ODEPA elige a Lima (Perú) como sede de los Juegos Panamericanos de 2019.
- 12 de octubre: 
  - en Medellín (Colombia); colapsa el edificio Space, provocando un saldo de 6 personas muertas y 11 desaparecidas.
  - Pokémon X y Pokémon Y fueron lanzados en todo el mundo, convirtiéndolos en los primeros juegos de la serie en ser lanzados en la misma fecha en todo el mundo.
- 15 de octubre: Un terremoto de 7,2 sacude la provincia de Bohol en Filipinas dejando 230 muertos y 976 heridos.
- 17 de octubre: sale del mercado internacional de Microsoft, Windows 8.1.
- 27 de octubre: una tormenta en Reino Unido y en Países Bajos deja 4 muertos.
- 28 de octubre: en La Pola de Gordón (España) mueren 6 personas por un escape de grisú en una mina.

### Noviembre
- 3 de noviembre:
  - El vuelo 25 de Aerocon, fue un vuelo doméstico de pasajeros que se estrelló al aterrizar en el Aeropuerto de Riberalta debido a un cizalladura de viento. Ocho de las 10 personas a bordo fallecieron.[90]
- 7 de noviembre: 
  - elecciones generales en las islas Malvinas.
  - el Tifón Haiyan toca tierra en Filipinas. Durante los dos días siguientes provocará la destrucción de gran parte del país, con más de 3000 fallecidos[91]

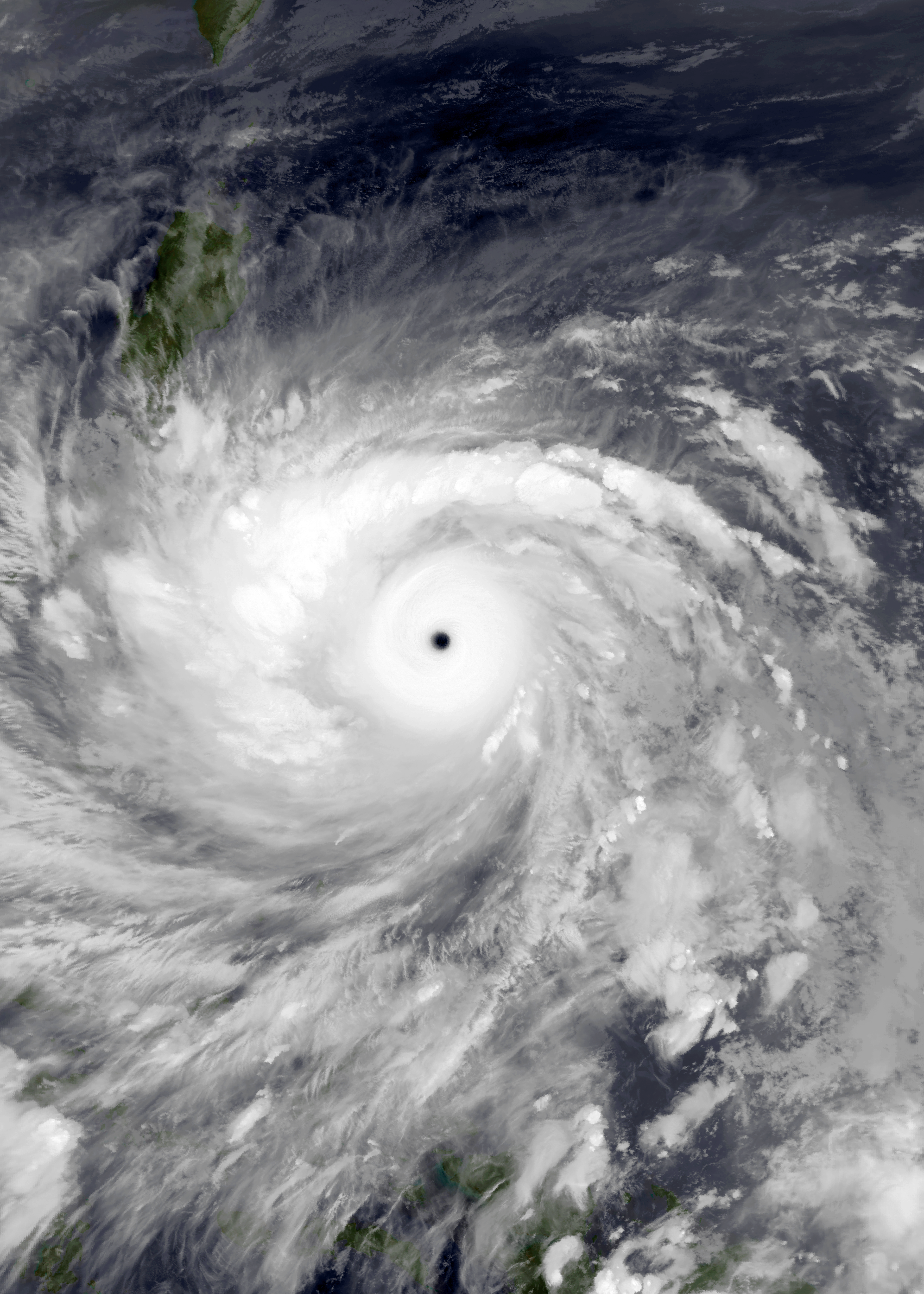
El Tifón Haiyan aproximándose a Filipinas.

- 8 de noviembre: el gobierno venezolano obliga a las tiendas de electrodomésticos, principalmente Daka, a vender productos a precios mucho más bajos.[92] Los cambios de precios causaron saqueos y escasez de productos en los siguientes meses conocidos como el Dakazo.[92]
- 9 de noviembre: en Moscú (Rusia) se celebra la 62.ª edición del concurso Miss Universo; Gabriela Isler ―procedente de Venezuela― gana la corona de Miss Universo 2013.[93]
- 15 de noviembre: Sony lanza su nueva consola al mercado, la PlayStation 4, junto a The Playroom.[94][95]
- 17 de noviembre: Se celebran la primera vuelta de las elecciones presidenciales y parlamentarias en Chile, la expresidenta Michelle Bachelet y la exdiputada Evelyn Matthei son llevadas a segunda vuelta.
- 21 de noviembre: En Ucrania, iniciana manifestaciones a favor de la UE del Euromaidán después de que el presidente Víktor Yanukóvich rechazara un acuerdo de asociación económica entre la Unión Europea y Ucrania en favor de lazos más estrechos con Rusia.[96]
- 22 de noviembre: 
  - Magnus Carlsen se proclama campeón mundial de ajedrez tras derrotar a Viswanathan Anand por 6,5-3,5.
  - Microsoft lanza su nueva consola al mercado, la Xbox One.
- 23 de noviembre: en Inglaterra se celebra el 50 aniversario de la serie Doctor Who la cual fue transmitida en BBC ONE y en cines a lo largo de todo el mundo.
- 24 de noviembre: 
  - en Honduras se celebran elecciones generales, el candidato del Partido Nacional de Honduras, Juan Orlando Hernández es electo presidente.
  - Irán llega a un acuerdo con los miembros permanentes del Consejo de Seguridad de las Naciones Unidas para eliminar todo aquel uranio susceptible de ser usado en armas nucleares poniendo fin al conflicto diplomático.[97]
  - en Ciudad del Vaticano, el papa Francisco clausura el Año de la Fe.
- 28 de noviembre: Un terremoto de 5,6 sacude el sur de Irán dejando 7 muertos y 45 heridos.
- 30 de noviembre: en una calle de Santa Clarita (Estados Unidos) fallece en accidente de tránsito el actor estadounidense Paul Walker.

### Diciembre
- 3 de diciembre:
  - 3-10 de diciembre: paro de policías en Argentina por reclamo salarial deja despejadas las calles a la delincuencia, habiendo saqueos, barricadas en barrios y enfrentamientos armados que dejan 18 muertos.

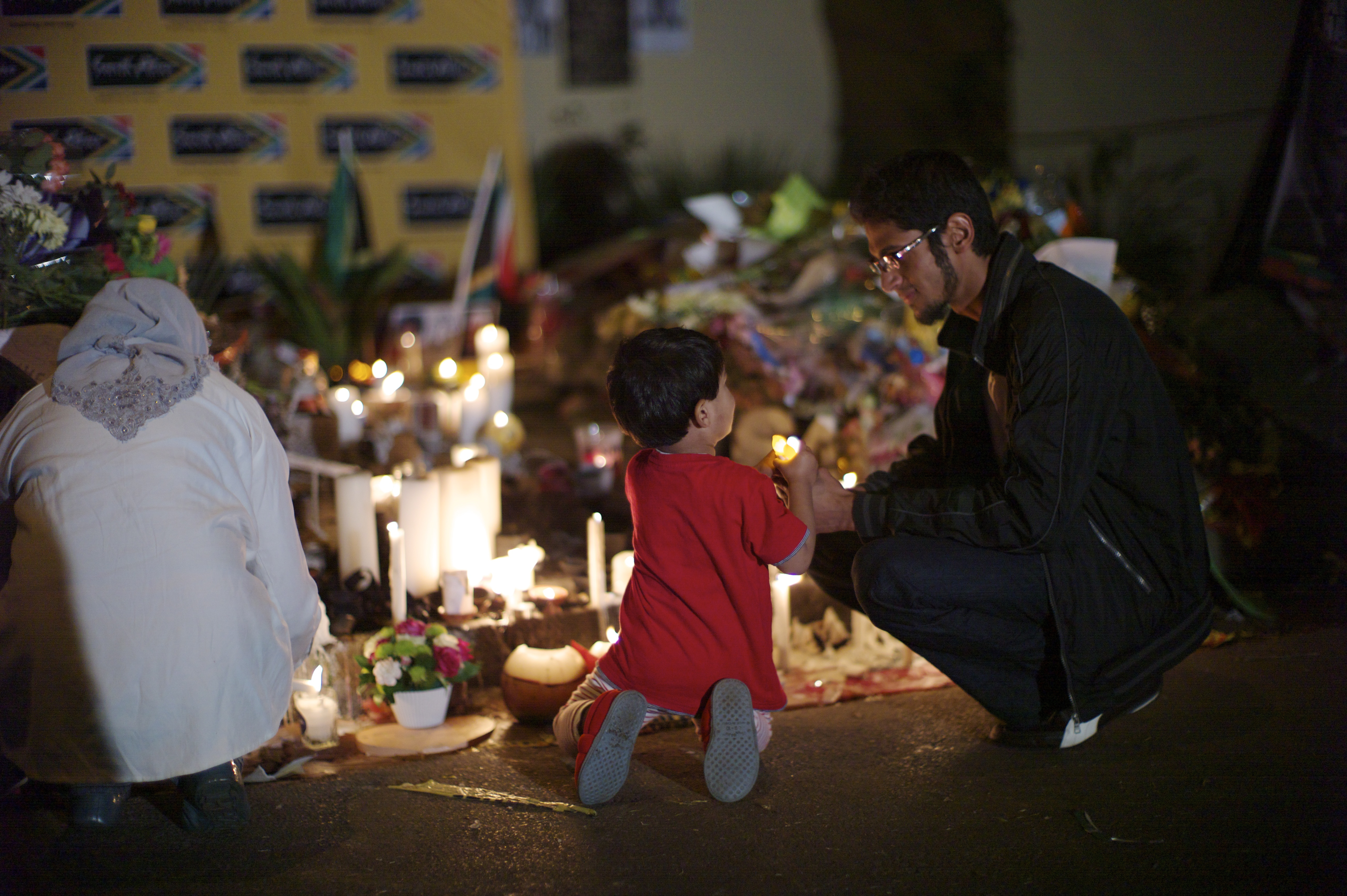
Personas rindiendo homenaje con un lucernario frente a la casa de Mandela

- Personas rindiendo homenaje con un lucernario frente a la casa de Mandela5 de diciembre: en Johannesburgo, Sudáfrica, fallece Nelson Mandela, abogado y pacifista sudafricano a los 95 años.
- 7 de diciembre: la Organización Mundial de Comercio logra el primer acuerdo global para liberalizar el comercio internacional mediante los acuerdos de Bali.[98]
- 8 de diciembre: Elecciones municipales de Venezuela de 2013
  - Elecciones municipales de Caracas de 2013
- 9 de diciembre: la Procuraduría de Colombia destituyó e inhabilitó por quince años al alcalde de Bogotá Gustavo Petro, por la modificación del sistema sanitario y medio ambiente. La población se indignó y respaldó al alcalde en la Plaza de Bolívar.[99]
- 10 de diciembre: Uruguay se convierte en el primer país del mundo que legaliza la venta de marihuana (en determinadas condiciones).[100]
- 12 de diciembre: en Corea del Norte es ejecutado Jang Song-thaek por orden de su sobrino Kim Jong-un, quien en su discurso del Año Nuevo de 2014, habló, sin mencionar su nombre, de «la oportuna y correcta decisión de purgar a los elementos antipartido y antirrevolucionarios», a los que llamó «escoria disidente».[101][102]
- 14 de diciembre: El robot "Yutu" convierte a China en el tercer país del mundo en realizar un alunizaje.[103]
- 19 de diciembre: en Sudán del Sur, los rebeldes toman la ciudad de Bor. La violencia se intensificó tras el último intento de golpe de Estado. El Gobierno dijo haber perdido control del estado de Jonglei, donde se ubica Bor. En las últimas 24 horas la violencia deja centenares de muertos en todo el país.[104] Hay decenas de miles de desplazados. Algunos países de la Unión Africana anuncian que enviarán mediadores.[105]
- 20 de diciembre: la Corte Suprema de Canadá anula las leyes del país sobre prostitución. Si bien esta no es ilegal en Canadá, hasta este el fallo, 3 leyes específicas dificultaban el trabajo de las prostitutas y su seguridad. Según el diario local Toronto Star, la decisión del tribunal permanecerá vigente durante un año hasta que el Parlamanto decida o no modificar la legislación. Además el Tribunal, encontró que esta medida se tomó también "para alejar a las trabajadoras sexuales del público". Por otro lado, un criminólogo dijo a una fuente afiliada a esta (CBC News) que el Parlamento podría tipificar como delito la venta o compra de servicios sexuales y elegir regular los lugares para ejercer la prostitución, pero que si las provincias y municipios deciden desarrollar sus propias disposiciones serían estas las que primen.[106][107]
- 29 de diciembre: en El Salvador el volcán Chaparrastique hace erupción a las 10:30 h. Expulsa una columna de humo y ceniza en modo explosión, que alcanza los 5 km de altura.

## Arte y literatura

### Premio Cervantes
- Elena Poniatowska

### Premio Nadal
- Sergio Vila-Sanjuán

### Premio Planeta
- Clara Sánchez

## Videojuegos
- Nintendo celebra El Año de Luigi, una celebración que conmemora el 30 Aniversario de la primera aparición de Luigi en el juego Mario Bros.
- 19 de febrero: Konami lanza Metal Gear Rising: Revengeance para PlayStation 3, PC y Xbox 360.
- 5 de marzo: Square Enix lanza el nuevo juego de Tomb Raider para PlayStation 3 y Xbox 360.
- 7 de marzo: SEGA lanza Sonic Dash para IOS y el 26 de noviembre para Android.
- 12 de marzo: Sony Computer Entertainment lanza God of War: Ascension para PlayStation 3.
- 20 de marzo: Nintendo lanza Luigi's Mansion 2 / Dark Moon para el Nintendo 3DS.
- 13 de agosto : RobTop Lanza el juego Geometry Dash
- 16 de abril: Se lanza Injustice: Dioses entre nosotros para PlayStation 3, Xbox 360 y Wii U
- 24 de mayo: Se lanza el juego Flappy Bird.
- 17 de junio: Nintendo lanza New Super Luigi U para Wii U.
- 9 de julio: Electronic Arts y PopCap Games lanzan Plants vs. Zombies 2: It's About Time. Fue lanzado mundialmente en la App Store el 15 de agosto de 2013 y en Google Play, el 23 de octubre del 2013.La versión para iOS y el 2 de octubre para Android.
- 14 de junio: Sony Computer Entertainment, de la mano de Naughty Dog lanzan The Last of Us para PlayStation 3.
- 12 de julio: Nintendo lanza Mario & Luigi: Dream Team para Nintendo 3DS.
- 13 de julio: Nintendo lanza Pikmin 3 para Wii U
- 29 de agosto: Ubisoft lanza Rayman Legends para Wii U, PlayStation 3, PC y Xbox 360, y lanzado para PlayStation Vita el 3 de septiembre.
- 17 de septiembre: Rockstar Games lanzan Grand Theft Auto V para PlayStation 3 y Xbox 360.
- 19 de septiembre: la consola PlayStation 2 lanza sus últimos videojuegos por parte de Konami y EA Sports, que son Pro Evolution Soccer 2014 y FIFA 14.
- 20 de septiembre: Nintendo lanza la remasterización en HD de The Legend of Zelda: The Wind Waker para Wii U.
- 1 de octubre: 2K Sports lanza NBA 2K14 para PlayStation 3, Xbox 360, PC, PlayStation 4 y Xbox One en octubre de 2013, incluyendo por primera vez en la franquicia la figura de LeBron James en la portada del juego.
- 12 de octubre: Nintendo, de la mano de Game Freak lanzan Pokémon X y Pokémon Y para Nintendo 3DS.
- 18 de octubre: SEGA lanza Sonic Lost World para Wii U y Nintendo 3DS, lanzado para PC el 2 de noviembre de 2015
- 22 de octubre: Se lanza Lego Marvel Super Heroes para PlayStation 3, Wii U, Xbox 360 y PC, y lanzado para PlayStation 4 y Xbox One el 22 de noviembre de 2013 y para Nintendo 3DS el 18 de febrero de 2014.
- 25 de octubre: Se lanza Batman: Arkham Origins para PlayStation 3,Xbox360, Wii U,PC.
- 5 de noviembre: Se lanzaCall of Duty: Ghosts para Pc,Xbox 360,Xbox One,PlayStation 3,PlayStation 4,Wii U.
- 8 de noviembre: Nintendo y SEGA lanzan Mario y Sonic en los Juegos Olímpicos de Invierno Sochi 2014 para Wii U.
- 15 de noviembre: nueva consola de Sony, que es la sucesora de la PlayStation 3, la nueva PlayStation 4.
- 21 de noviembre: Nintendo lanza Super Mario 3D World para Wii U.
- 22 de noviembre: nueva consola de Microsoft, que es la sucesora de la Xbox 360, la nueva Xbox ONE.
- 22 de noviembre: Nintendo crea una nueva versión del videojuego The Legend of Zelda: A Link Between Worlds.
- 23 de diciembre: Microsoft, 343 Industries y Vanguard Games lanzan Halo: Spartan Assault para Windows 8, Windows Phone 8 y Xbox 360.
- 31 de diciembre: Nintendo lanza Dr. Luigi para Wii U.

## Deporte

### Fútbol
- Copa Mundial de Fútbol Sub-20 de 2013
- Copa Mundial de Fútbol Sub-17 de 2013
- Copa FIFA Confederaciones 2013
- Torneo Inicial 2013
- Torneo Final 2013

### Automovilismo
- Rally Dakar 2013
- Temporada 2013 de Fórmula 1
- Temporada 2013 de IndyCar Series

### Tenis
- Abierto de Australia 2013

## Televisión
- Nueva serie de Uncle Grandpa
- Nueva serie de Galaxia Wander
- Última Temporada de Mad
- Final de temporada de Gravity Falls
- Final de temporada de The Amazing World of Gumball
- Nueva temporada de Al fondo hay sitio
- Nueva serie de Steven Universe
- Nuevas temporadas de Regular Show y The Amazing World of Gumball
- nueva serie de Rick and Morty

## Ficción
- El juego de rol Cyberpunk (conocido por su nombre de primera edición Cyberpunk 2013) está ambientado en este año.

## Premios Nobel
- Física: François Englert, Peter Higgs
- Química: Martin Karplus, Michael Levitt, Arieh Warshel
- Medicina: James E. Rothman, Randy Schekman, Thomas C. Südhof
- Literatura: Alice Munro
- Paz: Organización para la Prohibición de Armas Químicas
- Economía: Eugene F. Fama, Lars Peter Hansen, Robert J. Shiller